# Винница
Ви́нница (укр. Ві́нниця) — город в центре Украины, административный центр Винницкой области, Винницкого района и Винницкой городской общины. Расположен на реке Южный Буг, крупнейший город региона, важный культурный, промышленный и транспортный центр.

## История
Название города произошло от старославянского слова «вѣно» — дар. Существуют ещё несколько версий, объясняющих название города: «винница» — винокурня, где варились пива винные, и Винничка — речка. Заселены эти земли были ещё в давние времена. На территории города обнаружены поселения скифских и славянских племён.

### IX—XIII века
В IX веке здесь селились племена уличей и тиверцев. В XIII веке территория входила в Галицко-Волынское княжество. Больше ста лет здесь господствовала Золотая Орда.

### XIV век
После победы в 1362 году армии князя Ольгерда над армией монголо-татар Подолье вошло в состав Великого княжества Литовского. Племянники князя Ольгерда Фёдор и Константин Кориатовичи начали строить на этих землях города-крепости. Об этом впервые упоминается в документах 1362 года. Под именем «Вѣничя» город упоминается в летописном «Списке русских городов дальних и ближних» (конец XIV века).
Князья Кориатовичи построили на берегу Буга в части города, называемой «Старая Винница», замок (на горе выше Николаевской церкви). Городище этого замка существовало до конца XIX века и около 1890 года было разрушено каменоломнями (под замком в лёссе найден был скелет (субдолихоцефала), два каменных полированных топорика и каменный молот).
Первое предметное известие о Виннице относится к 1396 году, когда Владислав Ягайло, передавая западное Подолье Спытку из Мельштына, выделил Винницу и оставил её в своём ведении; с этого года Винницей владел Великий князь Витовт.

### XV век
В княжение Витовта в 1431 году замок был сожжён крымскими татарами. После смерти Витовта винницкий староста, князь Федько Несвицкий, в 1434 году признал власть короля Владислава II.

### XVI век
В начале XVI века Великий князь Александр Ягеллон передал Винницкое староство в управление князю Константину Острожскому. В 1516 году, по просьбе Константина Острожского, староство было передано его племяннику князю Роману Андреевичу Сангушко. После гибели Сангушко в битве с татарами староство возвратилось во владение князя Острожского и опять, по его просьбе, было передано в 1522 году его сыну, князю Илье Константиновичу Острожскому.

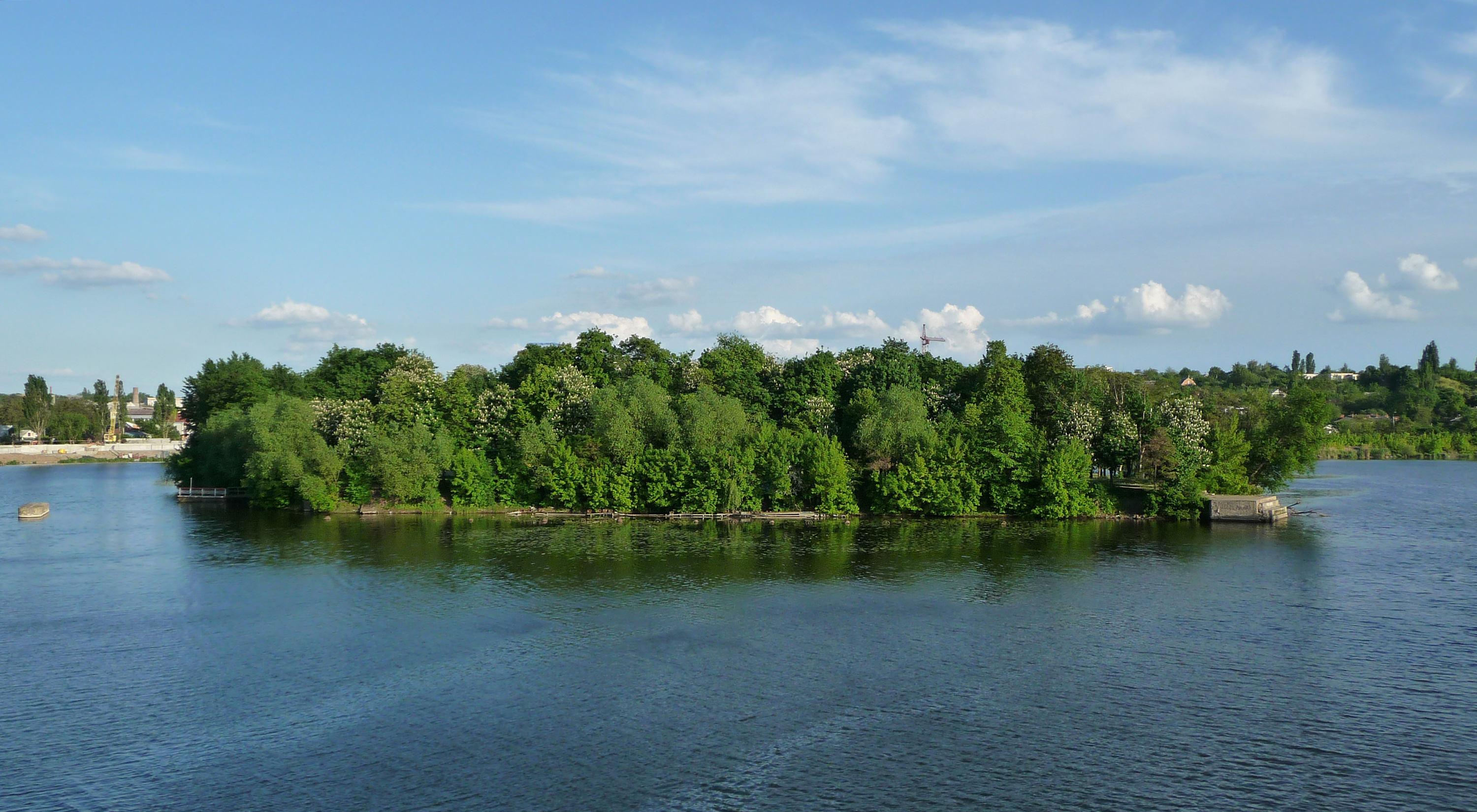
Остров Кемпа

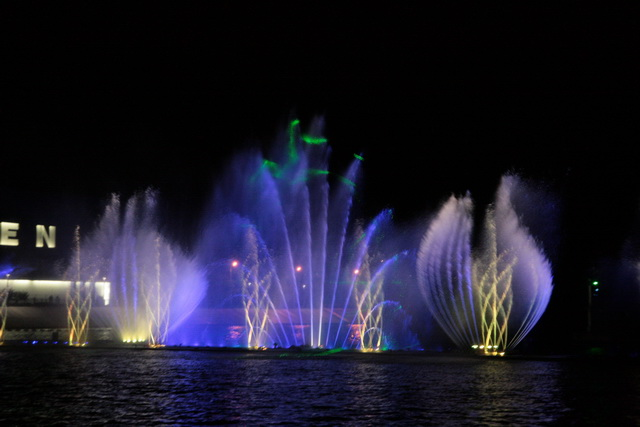
Самый большой в Европе плавающий фонтан «Roshen», построенный в русле реки Южный Буг близ острова Кемпа, один из символов Винницы

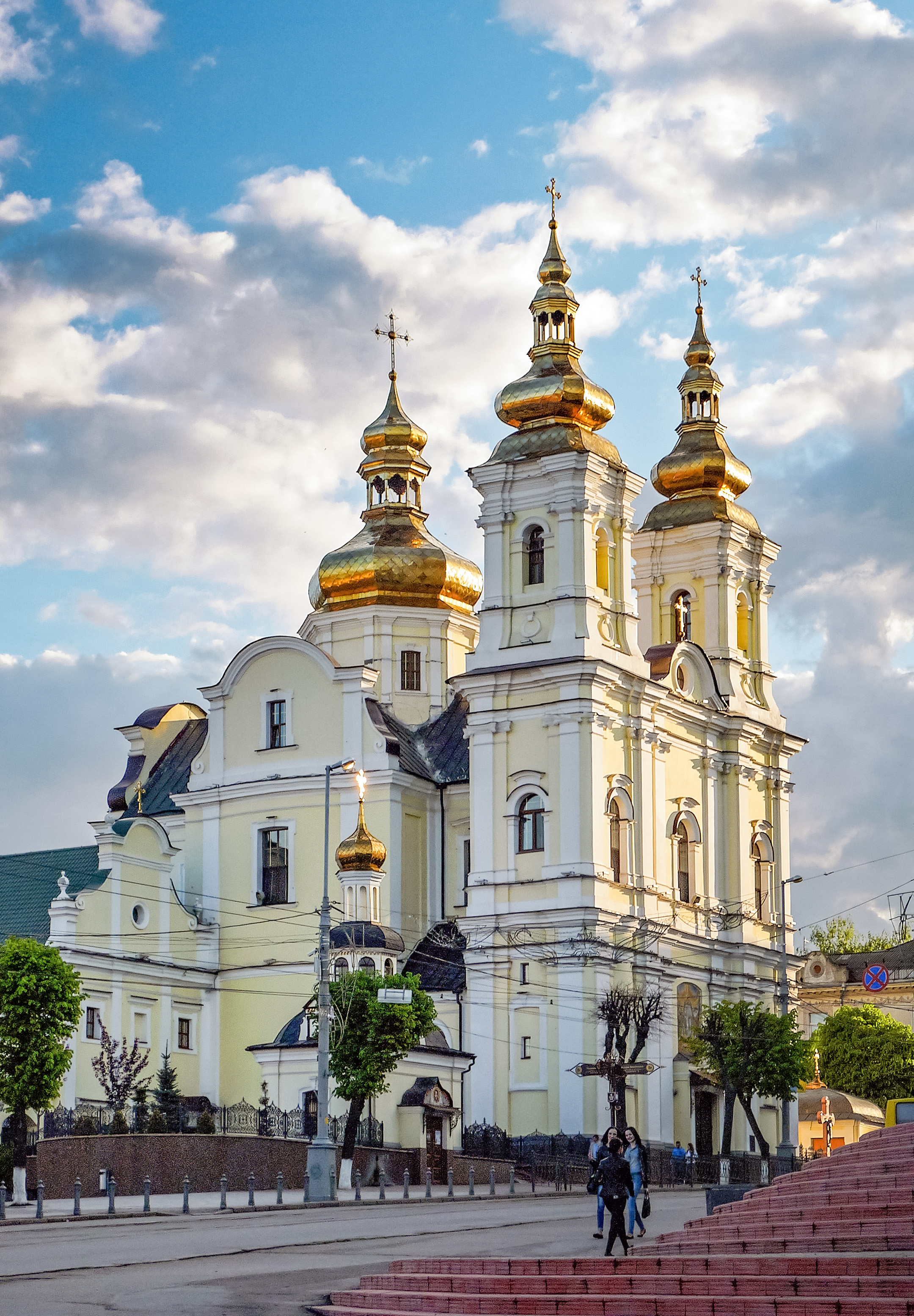
Свято-Преображенский кафедральный собор. Архитектор Паоло Фонтана

В 1530 году королевские комиссары определили границы Винницкого староства; город уже пользовался магдебургским правом, вероятно, пожалованным ему Великим князем Александром; в документе упомянут Винницкий войт — Яцко Попенко (грамоты сгорели при пожаре в замке в 1580 году, были восстановлены в 1640 году).
В 1541 году в окрестностях Винницы барский староста Бернард Претвич разгромил татар, опустошавших сёла, и освободил взятых ими пленников. В этом же году жители Винницы восстали против своего старосты, князя Семёна Пронского, и осаждали его в замке.
В 1558 году возвели новый замок на более неприступных земляных валах островка Кемпа, лежащего против правобережного холма, огибаемого Бугом. Винничанам приходилось непрестанно отражать грабительские нападения ордынцев, повторявшиеся почти ежегодно. О размерах бедствий можно судить по 1575 году, когда на Подолье, Волыни и в Галиции было взято в плен 55 340 человек, угнано 150 тысяч лошадей, 500 тысяч голов крупного рогатого скота, 200 тысяч овец. И так продолжалось вплоть до конца XVIII века.
В 1569 году город вошёл в состав Речи Посполитой, с 1598 года — центр Брацлавского воеводства.

### XVII век

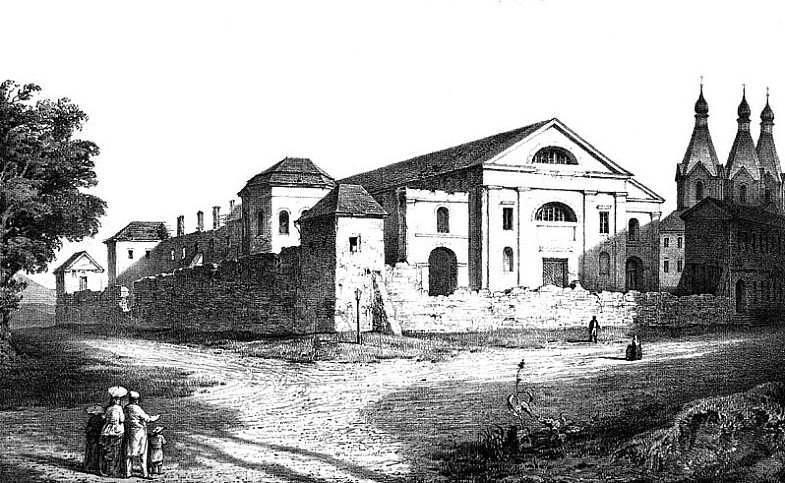
Муры и иезуитский костёл. Рисунок середины XIX века. Автор Наполеон Орда (1807—1883)

В начале XVII века были построены сооружения фортификационного и храмового комплекса Муры.
Винница часто упоминается в событиях национально-освободительной войны 1648—1654 годов.
7 июля 1648 года казацкое войско под начальством полковника Остапа Гоголя (по другим сведениям, во главе с полковником Максимом Кривоносом) взяли приступом Винницу и перебили дворян, евреев и иезуитов. По условиям Зборовского перемирия 1649 года Винница была причислена к землям Запорожского войска; пограничная черта была проведена к западу от Винницы и Брацлава; Винница вошла в состав Кальницкого казачьего полка в качестве сотенного города. Сотником был Ярема Урумович.
В начале 1651 года поляки нарушили перемирие и вторглись в Подолье. Кальницкий казацкий полковник Иван Богун с 3-тысячным гарнизоном исправил укрепления города и замка и окружил новыми фортификациями близлежащий монастырь. 11 марта 1651 года передовой польский отряд под начальством брацлавского воеводы Лянцкоронского подошёл к Виннице. Намереваясь внезапным ударом захватить город, поляки построились полумесяцем и начали уже окружать вышедший навстречу небольшой отряд. Но тут богунцы ринулись на левое крыло противника, смяли и опрокинули крылатых гусар и, прорвав их строй, устремились к реке, увлекая за собой превратившийся в длинную колонну «полумесяц». Притворившись бегущими в панике к спасительным стенам Воскресенского монастыря, украинские казаки заманили увлечённых погоней гусар на лёд Буга, где заранее были подготовлены присыпанные соломой и снегом проруби. Подо льдом погибли две хоругви польских гусар.
По Андрусовскому перемирию 1667 года Винница, как и вся территория Правобережной Украины, осталась под властью польской короны. Однако ослабленная Польша не смогла противостоять Турции, и по Бучачскому миру 1672 года отдала туркам значительную часть Подольского, Брацлавского и Киевского воеводств. В 1686 году Польша вернула себе эти земли.

### XVIII век
Всё XVIII столетие Правобережную Украину потрясают казацко-крестьянские восстания. В 1702—1704 годах повстанцы под началом фастовского полковника Семёна Палия полностью очистили от шляхты Подолье и Брацлавщину. Широко известна крестьянская война 1768 года — Колиивщина.

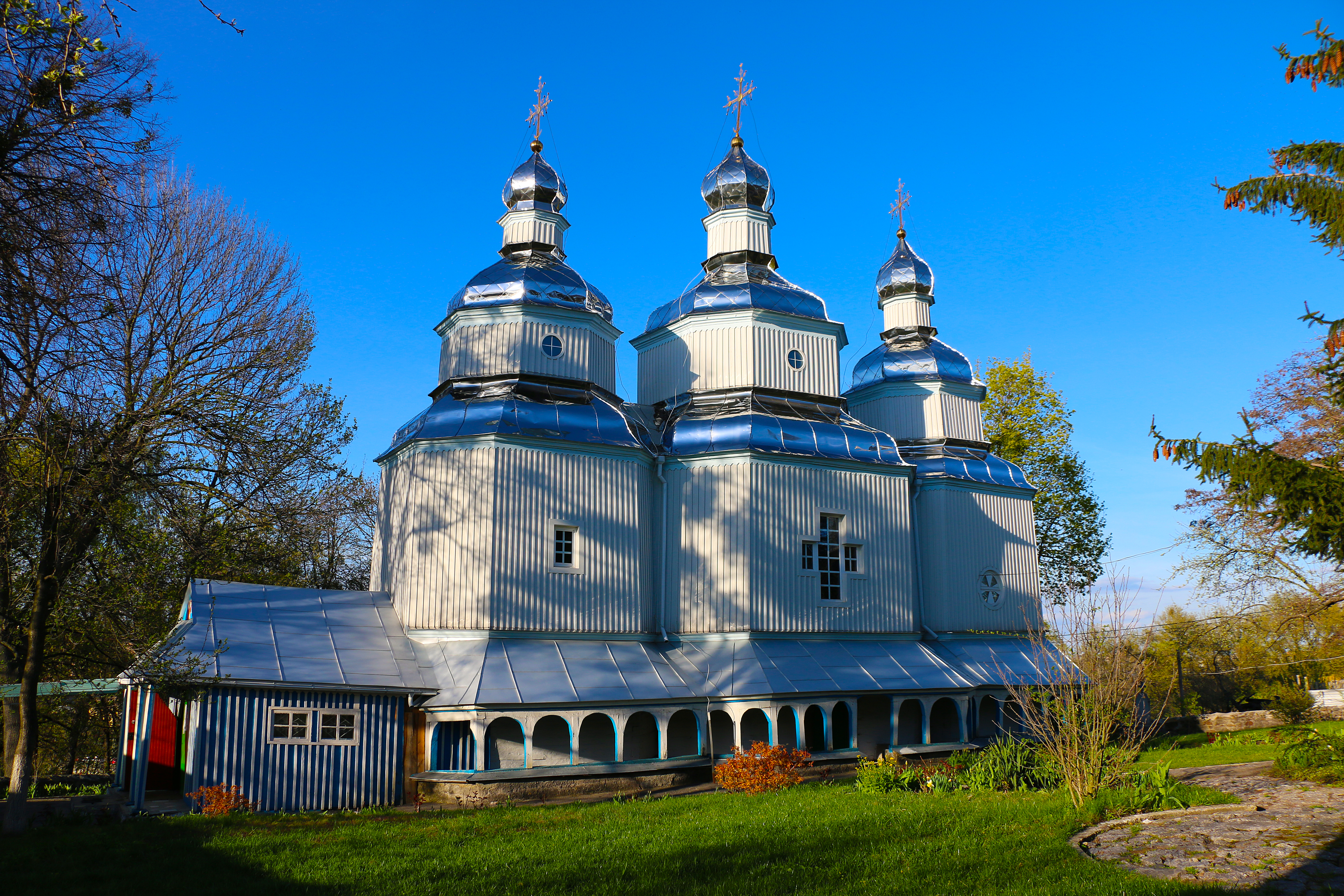
Николаевская церковь XVIII век

В 1734 году Винницу занял отряд запорожских казаков под руководством Матвея Гривы и разорил иезуитскую коллегию. По этому поводу сеймик воеводства Брацлавского, состоявшийся в 1736 году, избрал судей для определения приговоров над лицами, причастными к набегу. Сеймик хлопотал об освобождении Винницы от податей, вследствие её разорения, и просил русского генерала фон Вейсбаха оставить в Виннице русский гарнизон для охранения безопасности городского суда и его архива.
В 1760 году отряд гайдамаков занял замок, уничтожил часть архива и перебил ночевавших в замке для безопасности купцов. Вследствие этого сеймик Брацлавского воеводства в том же году постановил вооружить за земский счёт милицию для защиты от гайдамаков и, расположив её у города, поручил старосте исправить городские укрепления. Однако милиционеры, вместо защиты, стали притеснять жителей; они заводили ссоры и драки, наконец напали на городской архив, вырубили в нём двери, избили и арестовали канцеляристов и сам архив привели в беспорядок, вследствие чего в 1762 году милиция была упразднена.

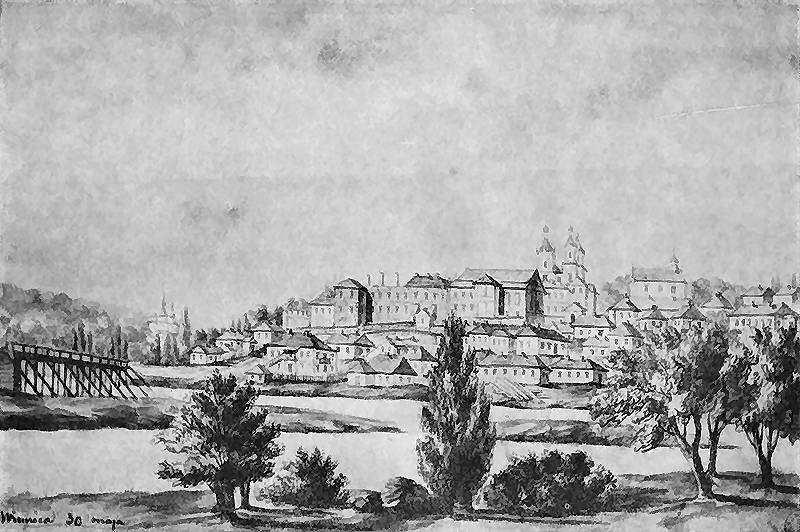
Винница. Рисунок Наполеона Орды, 1872 год

По инвентаризации 1764 года в городе было 309 дворов, в том числе 66 принадлежали разным монастырям. В 1768 году Винницу занимали донские казаки, действовавшие против конфедератов; они разорили в католических монастырях имущество, сданное туда на хранение частными лицами, вследствие чего отряд польского войска заставил их удалиться из города. Дворяне и монахи бежали из города из-за крестьянского восстания, после же его усмирения региментарь Браницкий отправил в Винницу 300 пленников для совершения над ними казни.
В 1770—1771 годах в Виннице свирепствовала чума, истребившая 1330 жителей.
После второго раздела Польши (1793 год) Подолье и Брацлавщина отошли к Российской империи и образовали Подольскую губернию. В западную часть губернии вошло Подольское воеводство, в восточную — Брацлавское. Винница стала губернским городом, но позже переведена в штат уездного города (административным центром губернии стал Каменец). В 1798 году в городе введено «Городовое положение».
В 1793 году генерал-лейтенант Гудович созвал в Винницу дворян Брацлавского воеводства и в церкви капуцинского монастыря, прочитав акт о присоединении воеводства к Российской империи, привёл дворян к присяге на верность русскому правительству.

### XIX век
В 1860 году в Виннице проживало 10 тысяч жителей, имелось 5 школ, больница, театр, 190 магазинов. Важным стимулом развития Винницы стало строительство в 1870 году вблизи города железной дороги Киев—Балта—Одесса, благодаря которой значительно улучшилось сообщение с Киевом, Одессой, Москвой, Петербургом. За следующие 40 лет XIX века Винница выросла в три с половиной раза, а по товарообороту вышла на первое место в Подольской губернии.

### XX век

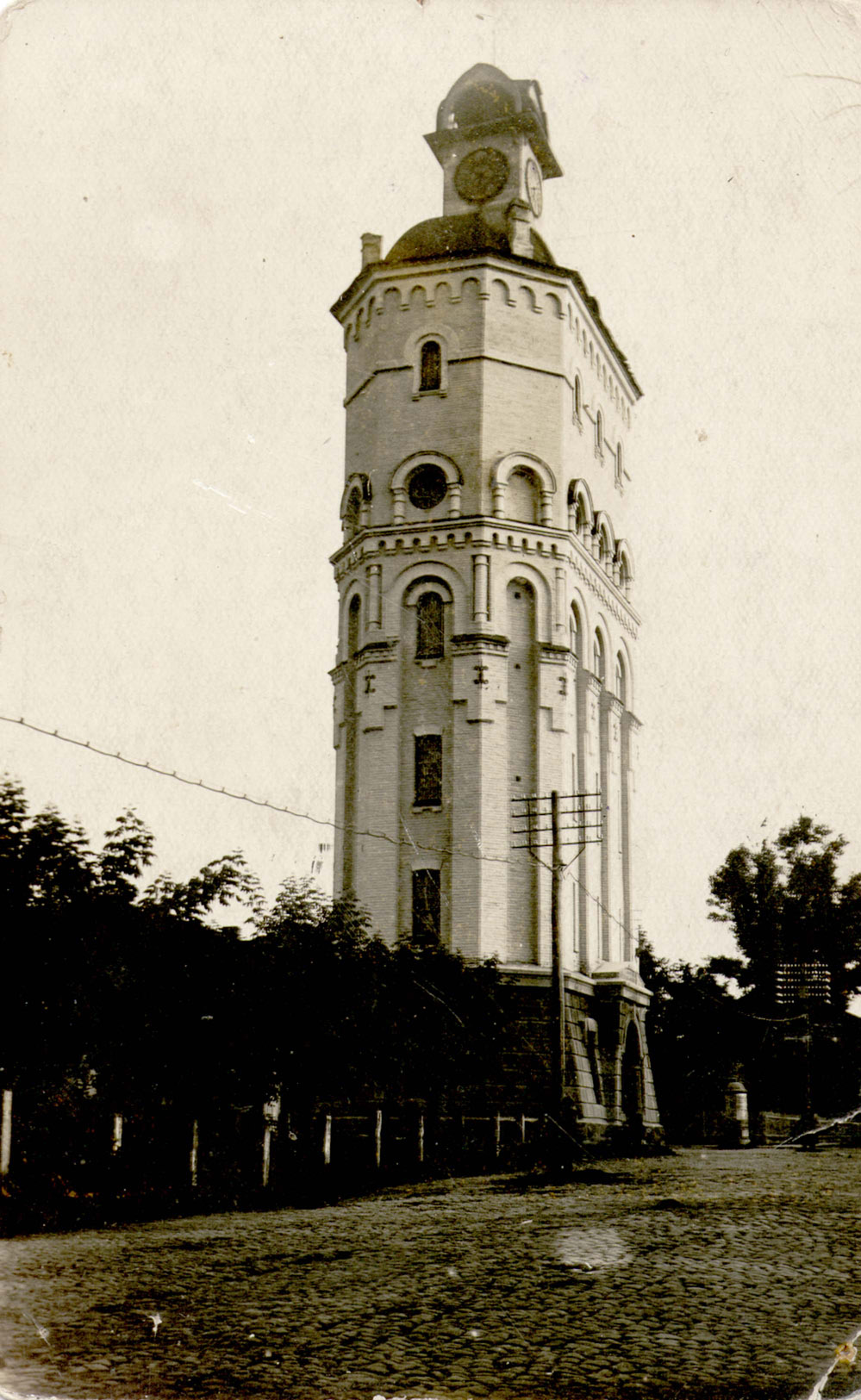
Водонапорная башня и каланча. Фотография начала XX века

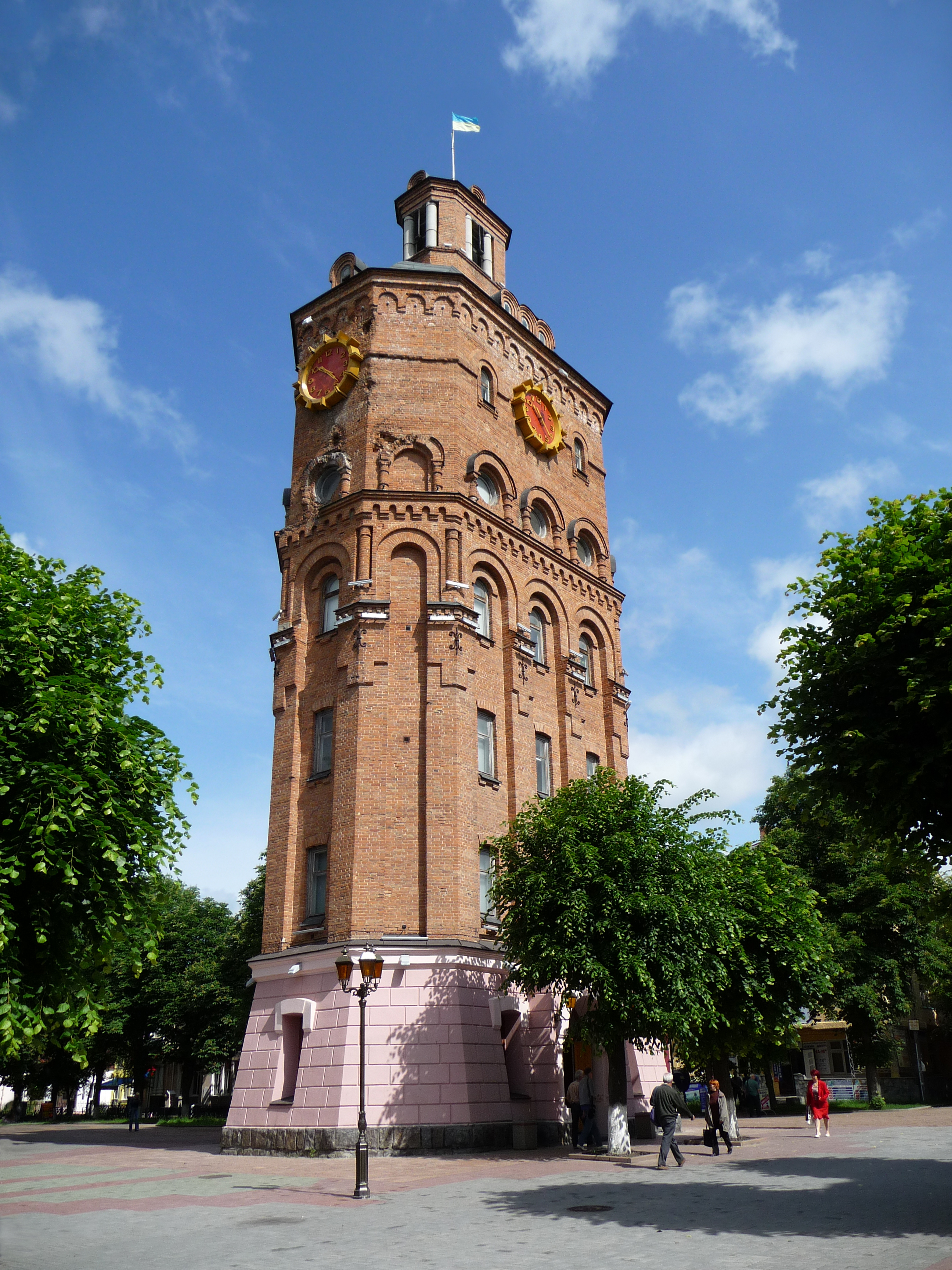
Музей военной славы на Европейской площади (бывший Парк Козицкого)

С 1914 года Винница — административный центр Подольской губернии.

#### Революция и Гражданская война
28 октября 1917 года в Виннице произошло вооружённое восстание под руководством подпоручика Зубрилина и Евгении Бош, участники которого попытались передать власть революционному комитету рабочих и солдатских депутатов, однако верные Временному правительству войска во главе с В. А. Костицыным относительно легко подавили его. В ночь с 1 на 2 ноября при активном участии Бош во 2-м гвардейском корпусе был образован Военно-революционный комитет, направивший части корпуса в соседние города. 2 ноября Советская власть была установлена в Жмеринке, 4 ноября — в Виннице. В декабре 1917 года в Виннице утвердилась власть Центральной рады. В ходе Гражданской войны власть в городе неоднократно переходила из рук в руки. В городе некоторое время работало правительство Украинской Народной Республики. 1 марта 1918 года Винница занята немецкими войсками.
29 апреля — 14 декабря 1918 года в городе работали губернские органы государственной власти Украинской державы. В городе находилось управление корпуса — военного округа 2-го Подольского корпуса Украинской державы.
18 марта 1919 года город занимает Красная армия. 10 августа Винницу берут части Галицкая армия, подчинявшаяся УНР, но 17 ноября она переходит на сторону Вооружённых сил Юга России и переименовывается в Украинскую Галицкую армию (УГА). В начале 1920 года УГА вновь меняет сторону и входит в состав РККА как Красная Украинская Галицкая армия (КУГА). 23 апреля отдельные части КУГА переходят на сторону УНР и их польских союзников.
Советская власть была восстановлена 19 июня 1920 года.

#### Межвоенный период

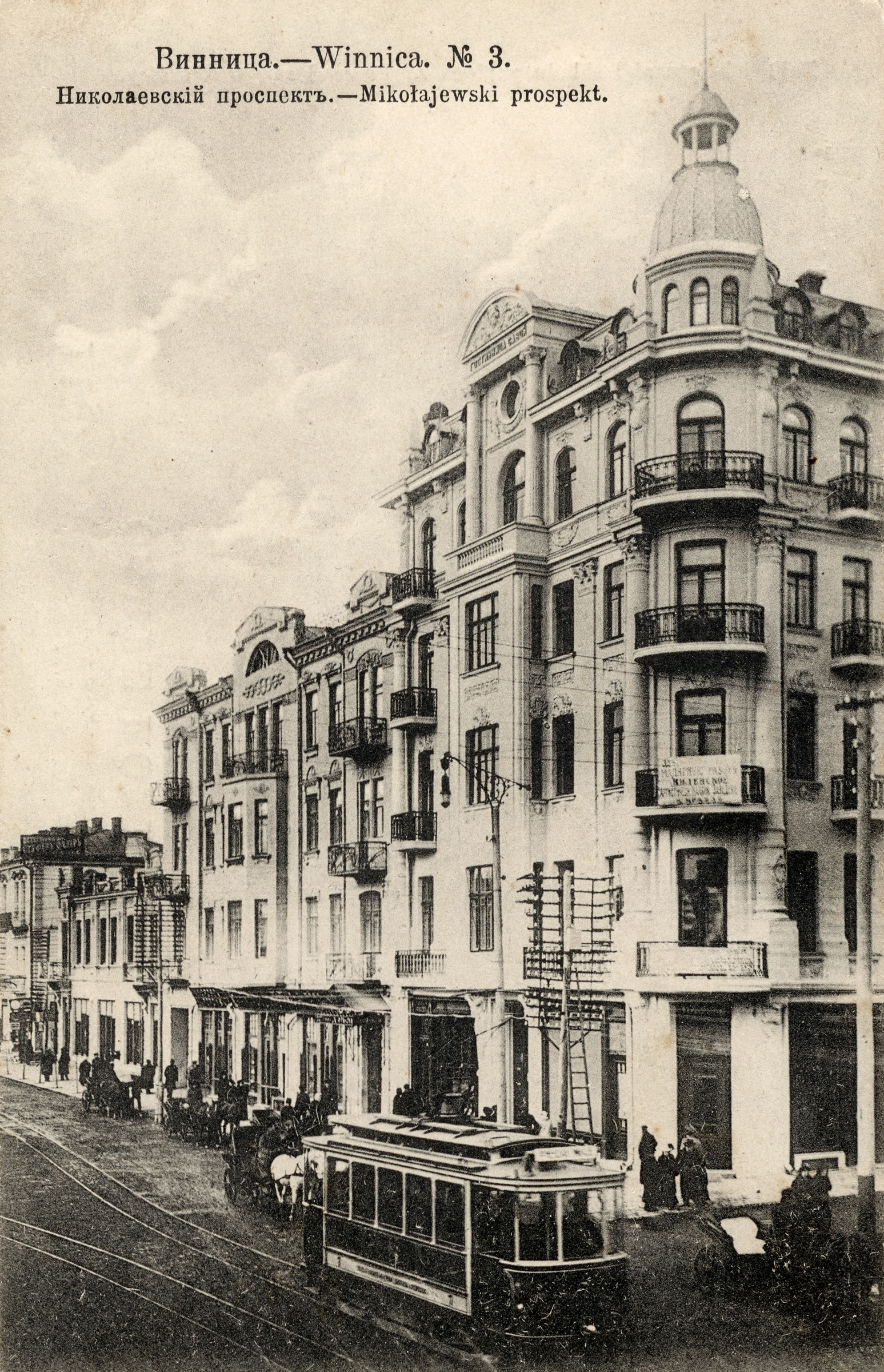
Винница на открытке начала XX века

В 1923 году Винница стала центром округа, а с 1932 года она является административным центром Винницкой области.
С января 1924 года по 16 сентября 1939 года в городе находилось управление 17-го стрелкового корпуса Украинского военного округа, с мая 1935 года — Киевского военного округа, с 26 июля 1938 года — Киевского Особого военного округа. В 1924 году командиры корпуса Б. М. Фельдмор, Я. Ф. Фабрициус.

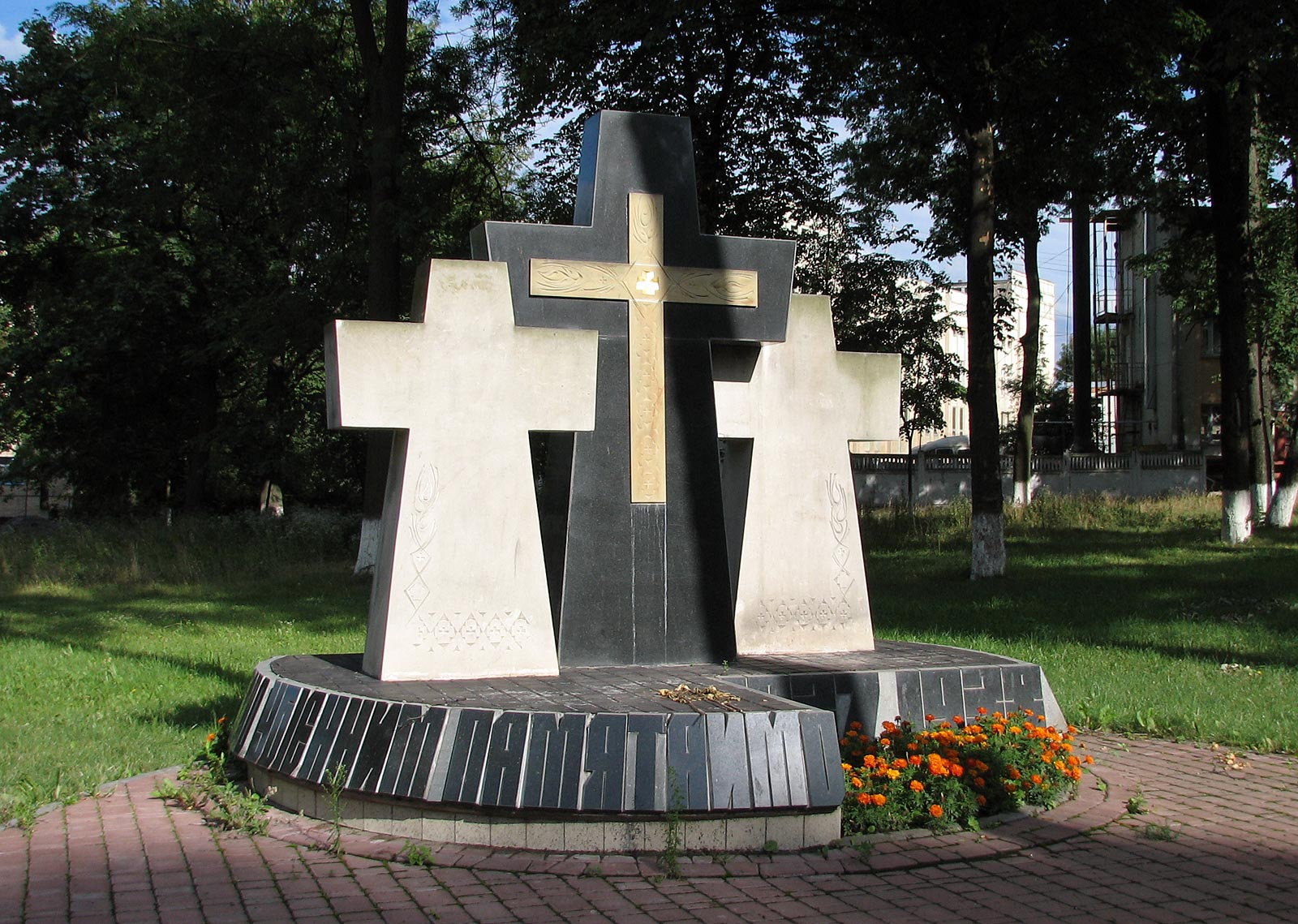
Памятник жертвам террора 1937—1938 годов

В 1937—1938 годах в Винницкой области проводились НКВД под руководством И. М. Кораблёва массовые репрессии как часть Большого террора. В этой Винницкой трагедии жертвами НКВД было 9-11 тыс. лиц. Среди них были украинцы, русские и поляки.
С 26 июля 1938 года по 16 сентября 1939 года в городе находилось управление Винницкой армейской группы Киевского Особого военного округа.
16 сентября 1939 года управление Винницкой армейской группы переименовано в управление Волочиской армейской группы, которое убыло из города и вошло в состав Украинского фронта. Командующий войсками комкор Ф. И. Голиков, член Военного совета бригадный комиссар Г. Н. Захарычев. 17 сентября начался военный поход в восточную Польшу — Западную Украину.

#### Великая Отечественная война
После начала Великой Отечественной войны тысячи винничан ушли на фронт. Для борьбы с вражескими диверсантами и охраны промышленных объектов был создан истребительный батальон. Тысячи жителей города сооружали укрепления и несли службу в отрядах противовоздушной обороны.
19 июля 1941 года немецкие войска заняли Винницу. После создания органов оккупационной администрации город был включён в состав рейхскомиссариата «Украина». В период оккупации в городе работали 2 хозяйственных и 5 комиссионных магазина. Бургомистром был назначен профессор медицинского института и бывший уездный предводитель дворянства А. А. Савостьянов (1871—1947).

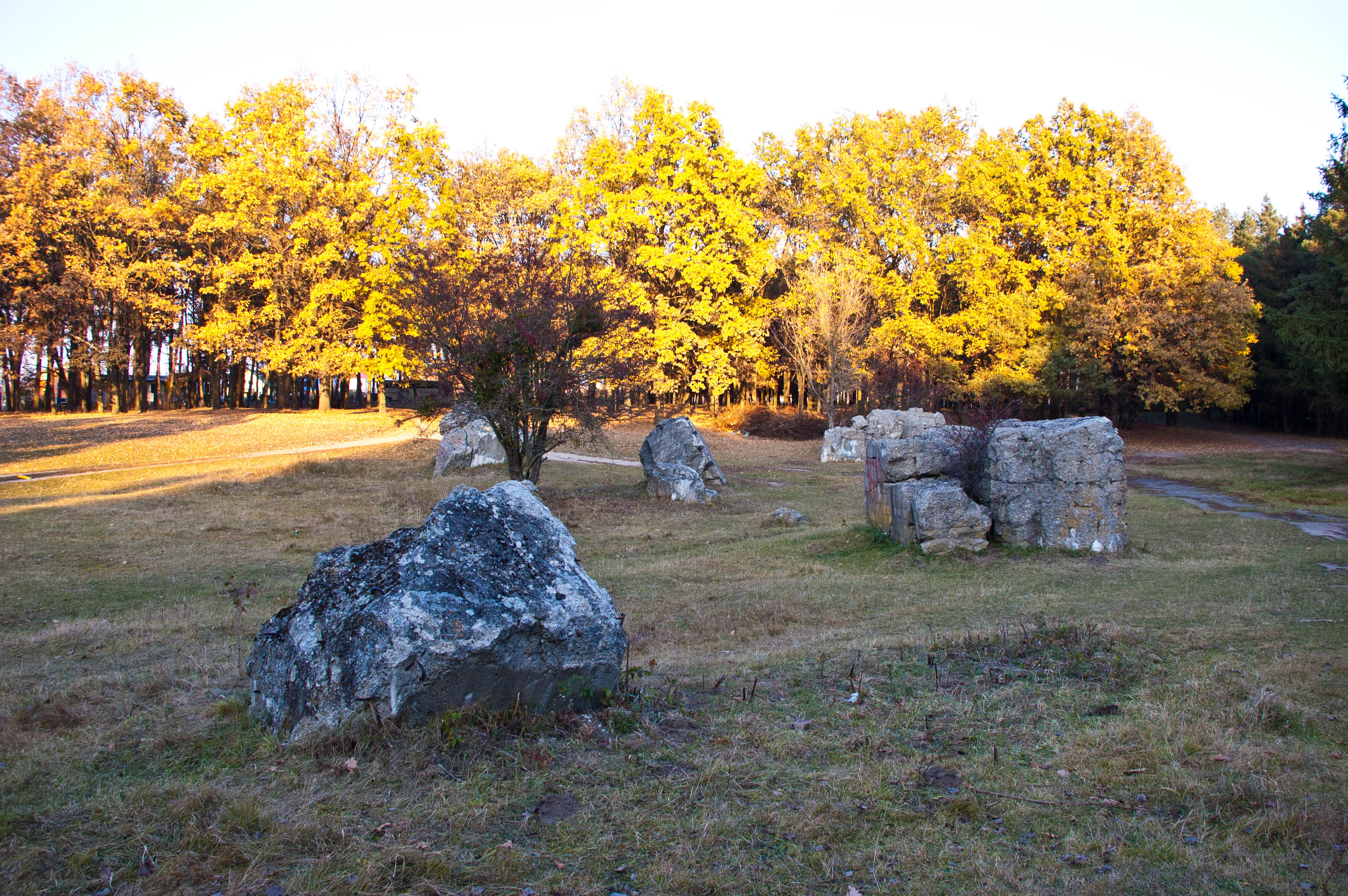
Остатки ставки Гитлера «Вервольф»

В годы оккупации в городе действовали подпольные группы, деятельность которых направлял подпольный центр, руководить которым решением Винницкого обкома КП(б)У был назначен бывший директор городской библиотеки И. В. Бевз. Деятельность подпольщиков и партизан была осложнена тем, что оккупантами в городе был установлен особый режим в связи с размещением под Винницей ставки Гитлера «Вервольф».
Оккупационные власти создали в городе два лагеря военнопленных для рядового и офицерского состава. Кроме того, в Виннице был создан специальный офицерский лагерь, для старших офицеров Красной Армии, представлявших особый интерес для немецкого командования. В лагере, в частности, первое время после пленения содержался будущий создатель РОА генерал Андрей Власов.
При проведении массовых облав захватчики расстреляли около 25 тысяч горожан, большинство из которых — евреи. 13400 человек были отправлены на принудительные работы в Германию. Оккупанты убили свыше 700 больных Винницкой психоневрологической больницы; помещение лечебницы было превращено в офицерский клуб.
Винница была освобождена 20 марта 1944 войсками 1-го Украинского фронта. Сотни подпольщиков были награждены государственными наградами. Руководителю подполья И. В. Бевзу и Л. С. Ратушной посмертно присвоено звание Героев Советского Союза.
За время войны количество жителей Винницы со 100 тысяч сократилось до 27 тысяч человек, из 50 промышленных предприятий уцелело лишь 10, было полностью разрушено 1880 жилых домов.

#### Послевоенные годы
Усилиями винничан и посланцев других регионов страны к концу 1948 года почти полностью была восстановлена промышленность города, а в последующие годы в Виннице развивалась пищевая (масложировая, плодоконсервная и мясная), лёгкая (обувная, швейная, трикотажная, галантерейная и др. фабрики), химическая (химический комбинат), машиностроительная, металлообрабатывающая промышленность. Были построены крупные заводы: электротехнический, шарикоподшипников, тракторных агрегатов, инструментальный и другие.

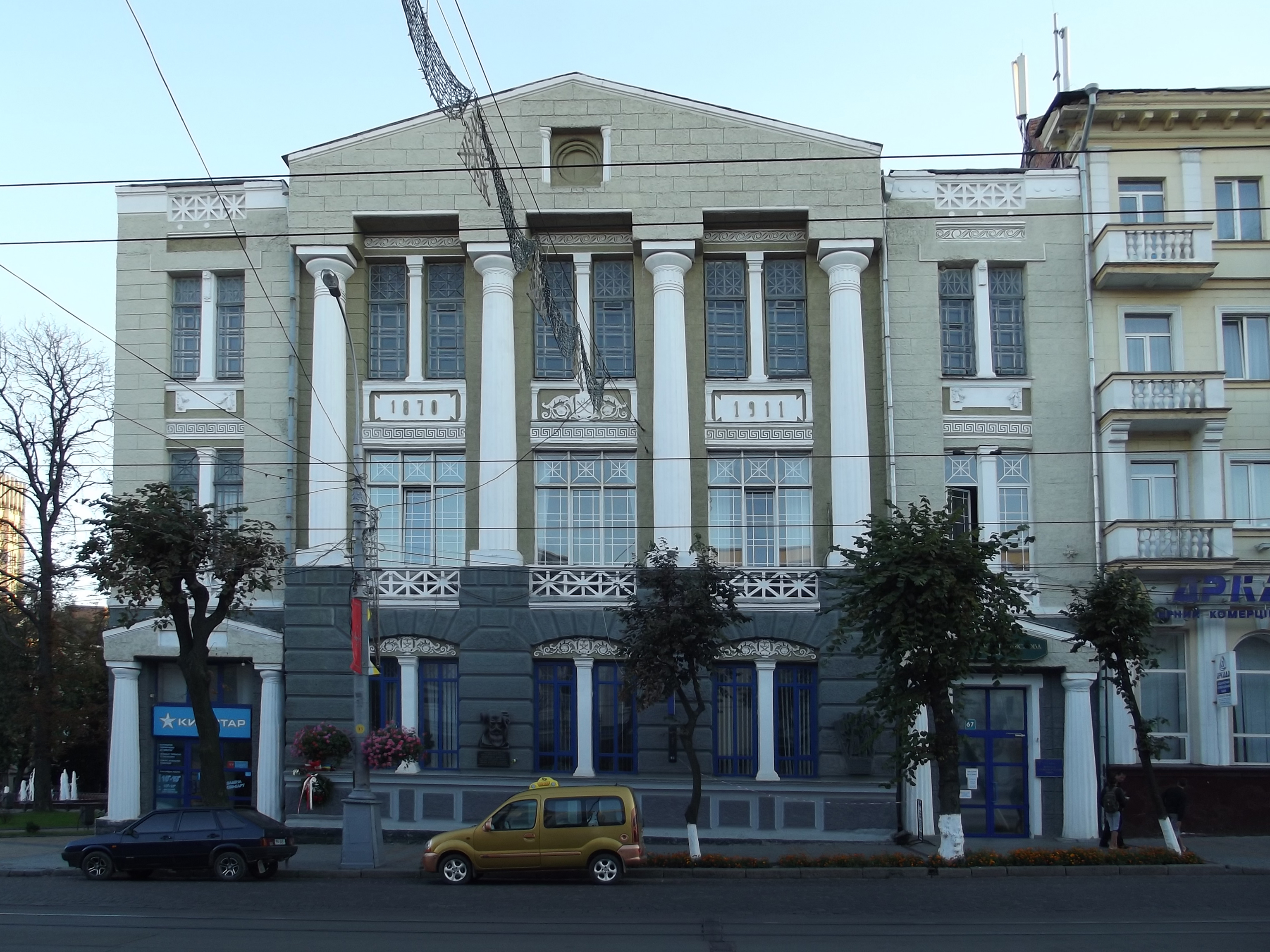
Городская дума (1911)
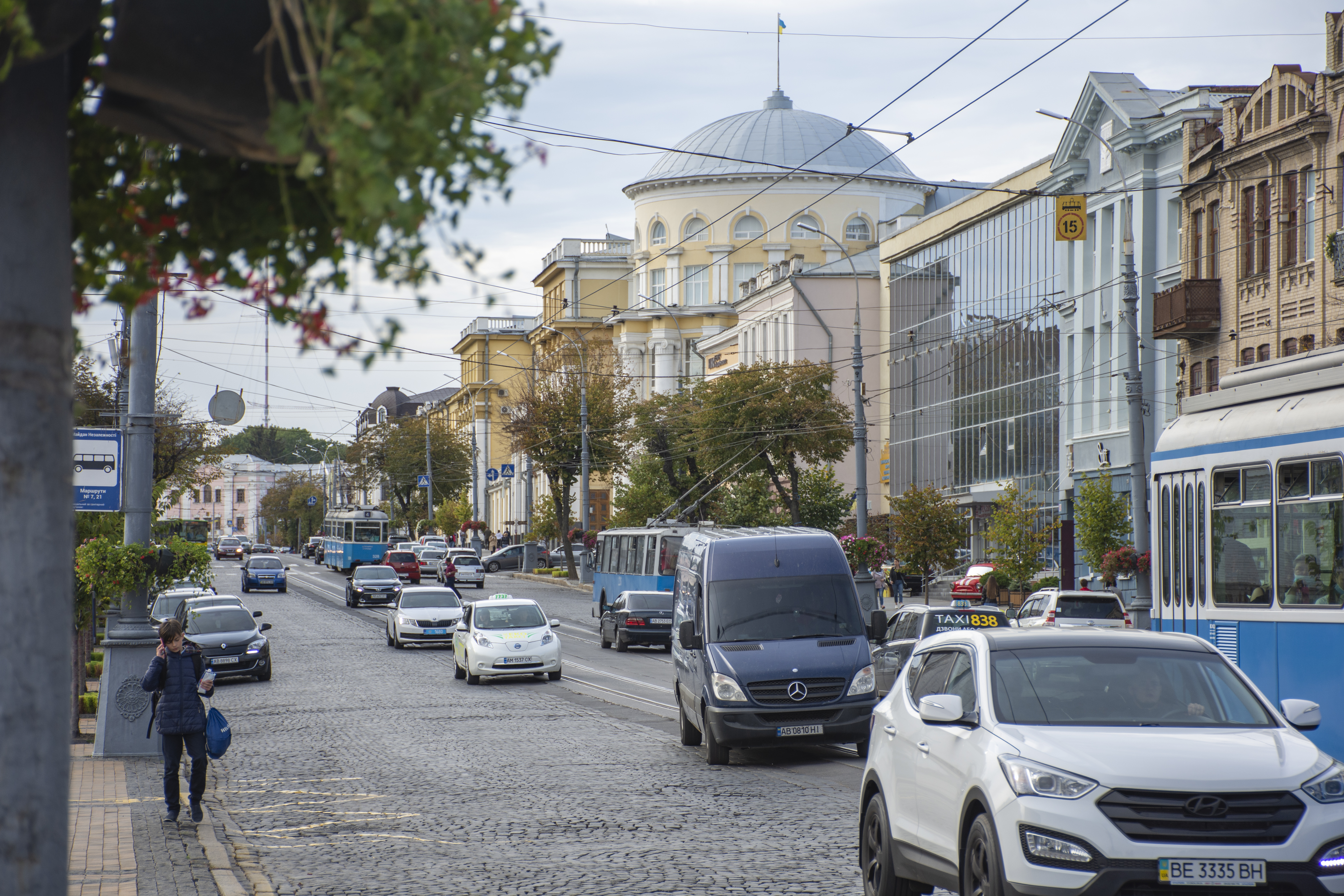
Соборная улица
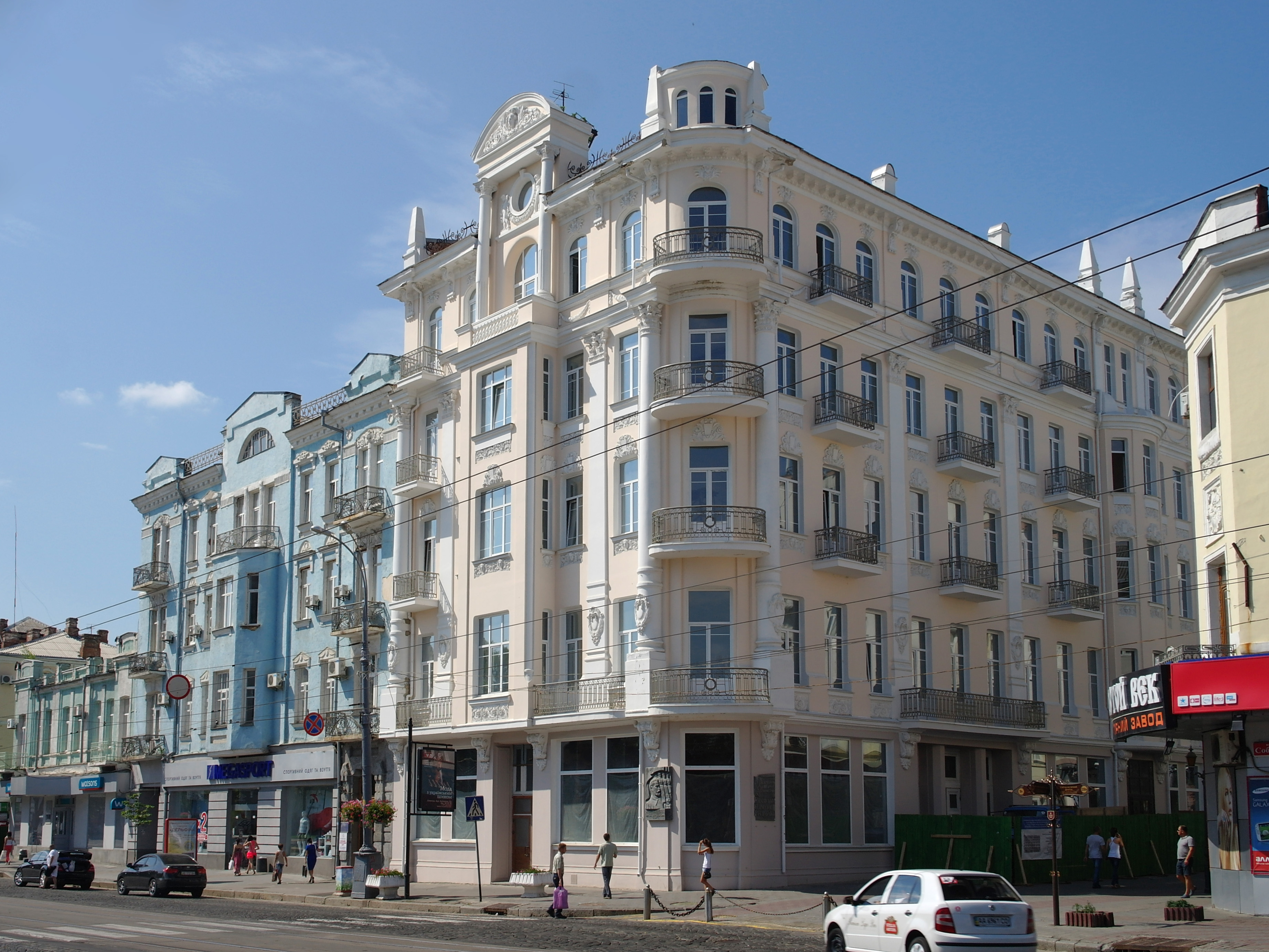
Отель «Савой»
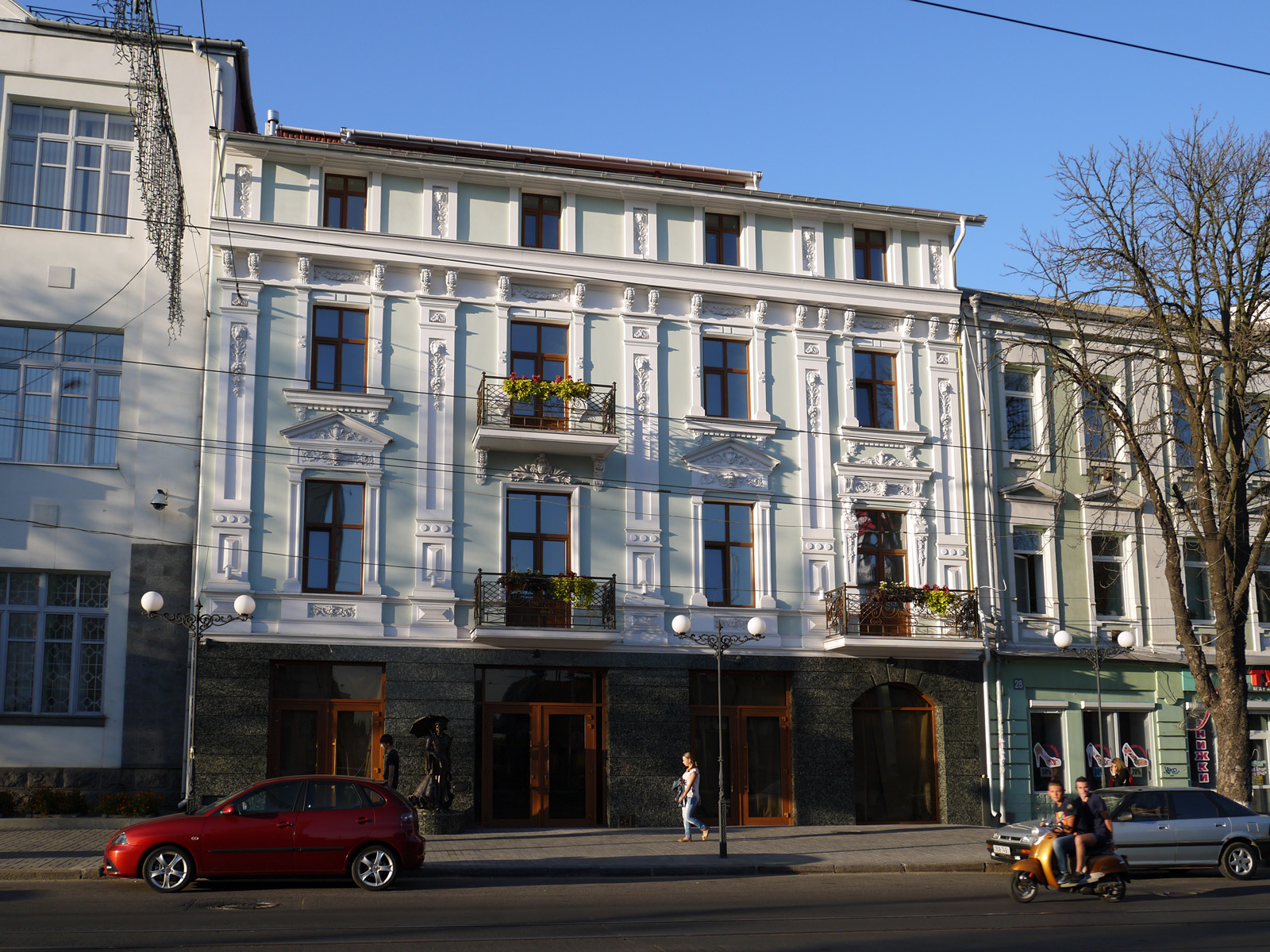
Отель «Франция»
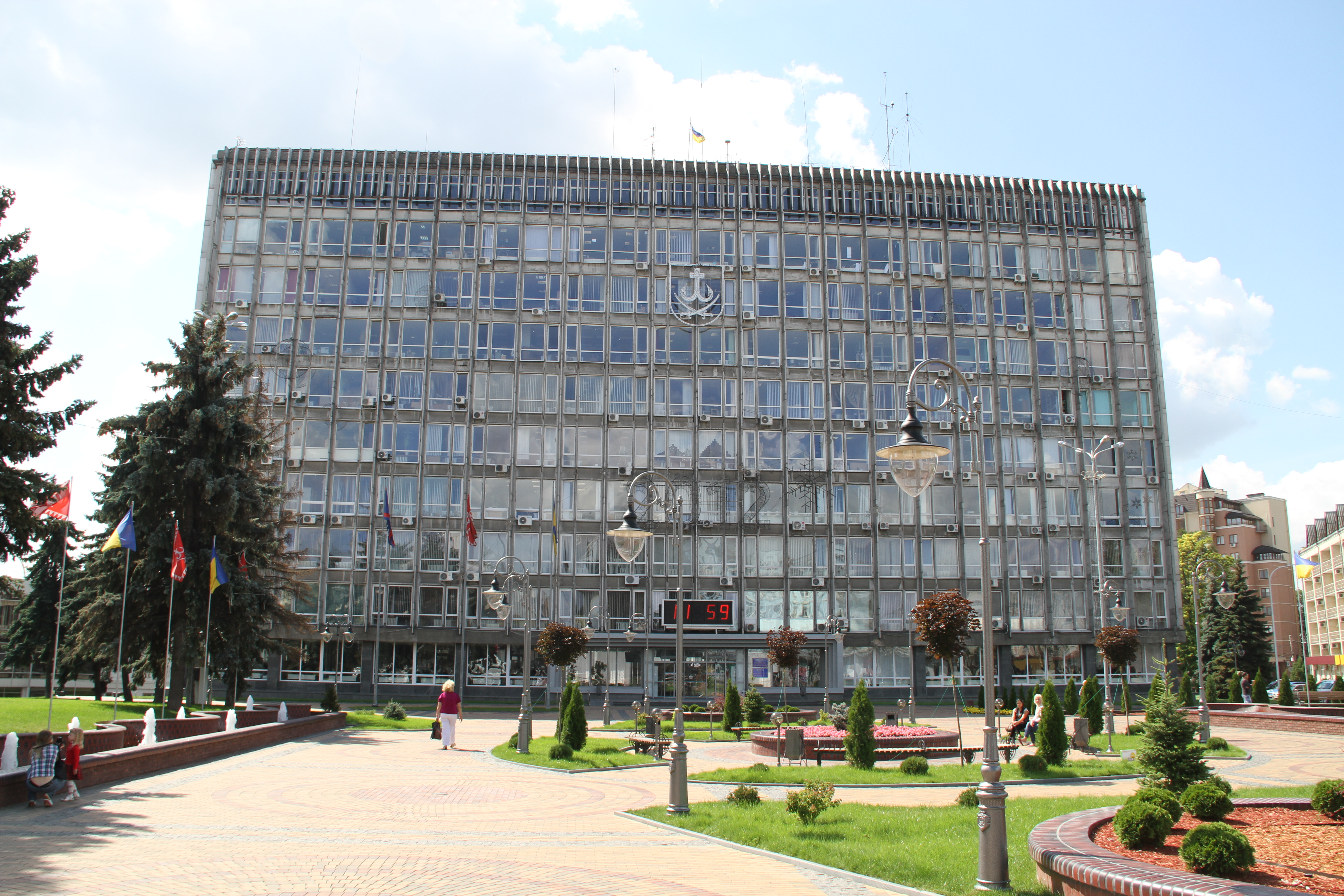
Винницкая мэрия

### XXI век
В первой половине 2000-х годов в городе начинается застройка микрорайона Подолье. В 2011 году началась застройка микрорайона Академического.
Журнал «Фокус» объявил Винницу лучшим городом для жизни в Украине по итогам рейтинга 2013 года. В 2015 и 2017 годах Винница возглавляла подобный рейтинг, составленный социологической группой «Рейтинг».
13 мая 2015 года Верховная Рада Украины приняла проект Постановления об изменении и установлении границ города Винница и Винницкого района Винницкой области № 2803 от 08 мая 2015 года, который поддержали 245 народных депутатов.

#### Российское военное вторжение
6 марта 2022 года во время российского вторжения на Украину, ВС РФ нанесли ракетный удар по аэропорту Винницы, два здания было разрушено, погибло 10 человек, 6 человек получили различные ранения.

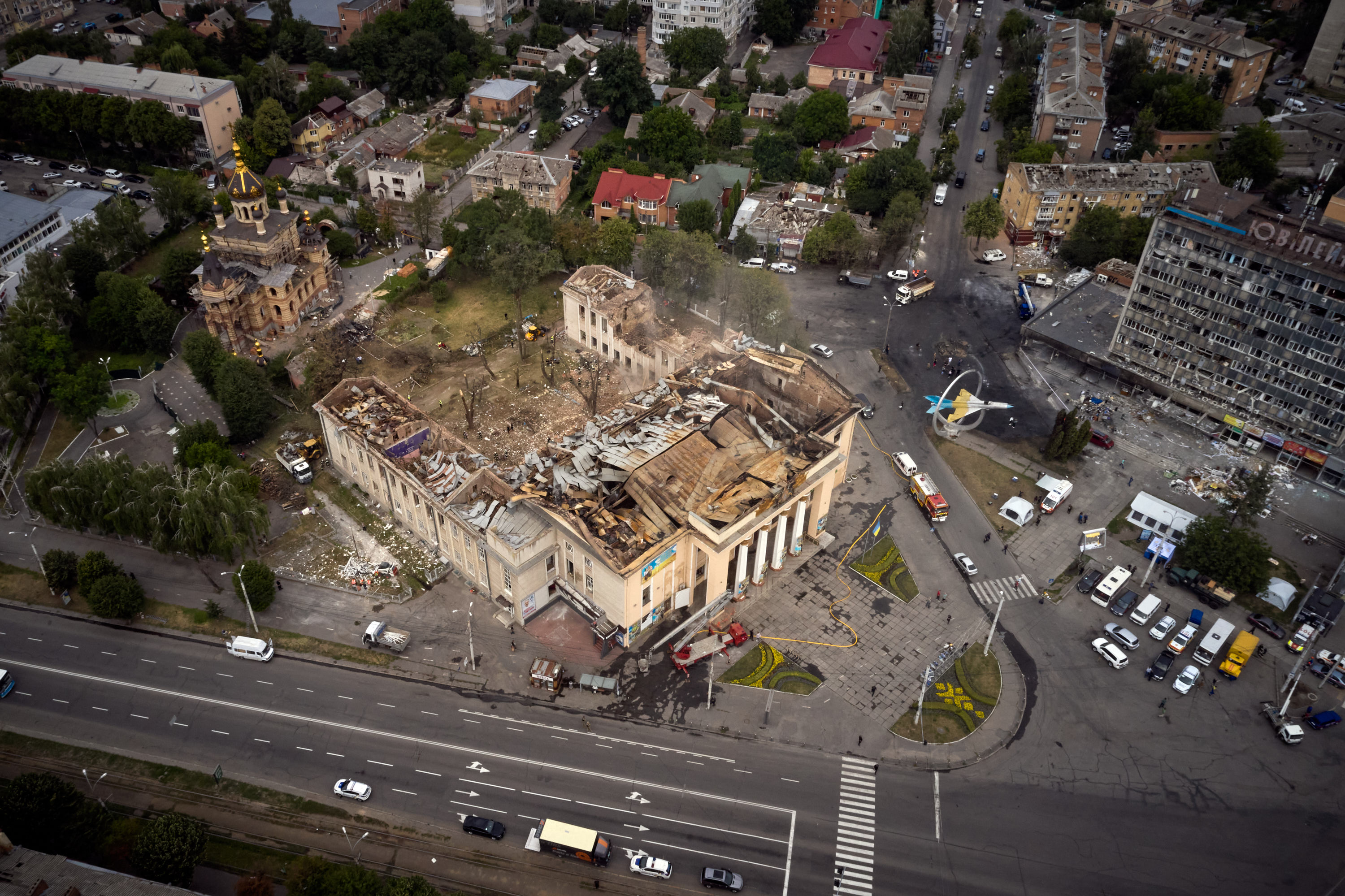
Винница после российского ракетного удара, 14 июля 2022 года

Примерно в 10:10 14 июля 2022 года во время российского военного вторжения на Украину в результате ракетного удара со стороны РФ в центре Винницы погибло 28 гражданских, включая троих детей, 202 человека получили ранения.

## Население
| Численность наличного населения Винницы | Численность наличного населения Винницы | Численность наличного населения Винницы | Численность наличного населения Винницы | Численность наличного населения Винницы | Численность наличного населения Винницы | Численность наличного населения Винницы | Численность наличного населения Винницы | Численность наличного населения Винницы | Численность наличного населения Винницы |
| 1878                                    | 1897                                    | 1923                                    | 1926                                    | 1939                                    | 1959                                    | 1970                                    | 1979                                    | 1989                                    | 1992                                    |
| --------------------------------------- | --------------------------------------- | --------------------------------------- | --------------------------------------- | --------------------------------------- | --------------------------------------- | --------------------------------------- | --------------------------------------- | --------------------------------------- | --------------------------------------- |
| 23 951                                  | ↗30 563                                 | ↗45 585                                 | ↗52 454                                 | ↗93 032                                 | ↗121 854                                | ↗211 572                                | ↗314 446                                | ↗374 304                                | ↗384 400                                |
| 1998                                    | 2001                                    | 2003                                    | 2004                                    | 2005                                    | 2006                                    | 2007                                    | 2008                                    | 2009                                    | 2010                                    |
| ↗389 100                                | ↘356 665                                | ↗357 941                                | ↗358 986                                | ↗360 241                                | ↗362 201                                | ↗365 087                                | ↗366 769                                | ↗367 756                                | ↗369 214                                |
| 2011                                    | 2012                                    | 2013                                    | 2014                                    | 2015                                    | 2016                                    | 2017                                    | 2018                                    | 2019                                    | 2020                                    |
| ↗369 490                                | ↗370 814                                | ↗371 698                                | ↗372 116                                | ↗372 484                                | ↗373 302                                | ↘372 672                                | ↘371 855                                | ↘369 839                                | ↗370 707                                |
| 2021                                    | 2022                                    |                                         |                                         |                                         |                                         |                                         |                                         |                                         |                                         |
| ↘370 601                                | ↘369 739                                |                                         |                                         |                                         |                                         |                                         |                                         |                                         |                                         |

Население в 2024 году составляло 356 тысяч постоянных и 387 тысяч человек наличного населения.
На 1 января 2020 года население города составляло 368 869 постоянных жителя и 370 707 человек наличного населения.

### Национальный состав
Национальный состав Винницы по результатам переписей населения:
|          | 1926   | 1939   | 1959   | 1989   | 2001   |
| украинцы | 41,5 % | 49,2 % | 60,2 % | 77,4 % | 87,2 % |
| русские  | 13,8 % | 10,6 % | 22,1 % | 16,4 % | 10,2 % |
| евреи    | 37,8 % | 35,6 % | 13,6 % | 4,1 %  | 0,5 %  |
| поляки   | 4,3 %  | 3,0 %  | 2,0 %  | 0,7 %  | 0,5 %  |

### Языковой состав
По данным переписи 1897 года, Винница, входя в состав преимущественно украиноязычного Винницкого уезда, являлась городом, где относительно преобладал идиш:
| Язык               | Численность, чел. | Доля     |
| ------------------ | ----------------- | -------- |
| Идиш («еврейский») | 11 456            | 37,48 %  |
| Украинский         | 10 862            | 35,54 %  |
| Русский            | 5 206             | 17,03 %  |
| Польский           | 2 173             | 7,11 %   |
| Другие             | 866               | 2,84 %   |
| Итого              | 30 563            | 100,00 % |

По данным переписи 1926 года, украинский язык родным назвали 38,2 % населения города, еврейский — 32,3 %, русский — 23,1 %, польский — 2,9 %, другой — 3,5 %.
Родной язык населения по данным переписи 2001 года:
| Язык       | Численность, чел. | Доля     |
| ---------- | ----------------- | -------- |
| Украинский | 300 493           | 84,73 %  |
| Русский    | 50 934            | 14,36 %  |
| Другое     | 3 212             | 0,91 %   |
| Итого      | 354 639           | 100,00 % |

Украинский язык является основным и единственным официальным языком города.
Вторжение России на Украину спровоцировало новую волну украинизации в городе, всё больше людей предпочитают говорить на украинском языке. Согласно опросу, проведённому Международным республиканским институтом в апреле-мае 2023 года, на украинском дома разговаривали 85 % населения города, на русском — 15 %.
27 октября 2023 года, в День украинской письменности и языка, решением Винницкого городского совета в Виннице был введён мораторий на публичное использование русскоязычного культурного продукта.
Согласно опросу, проведённому Международным республиканским институтом в апреле-мае 2024 года, на украинском языке дома разговаривали 89 % населения города, на русском — 29 % (в отличие от опроса 2023 года был разрешён выбор нескольких вариантов).
По данным Государственной службы статистики Украины в 2023/24 учебном году все 161 470 учащихся в учреждениях общего среднего образования в Винницкой области обучались в украиноязычных классах.

### Еврейская община

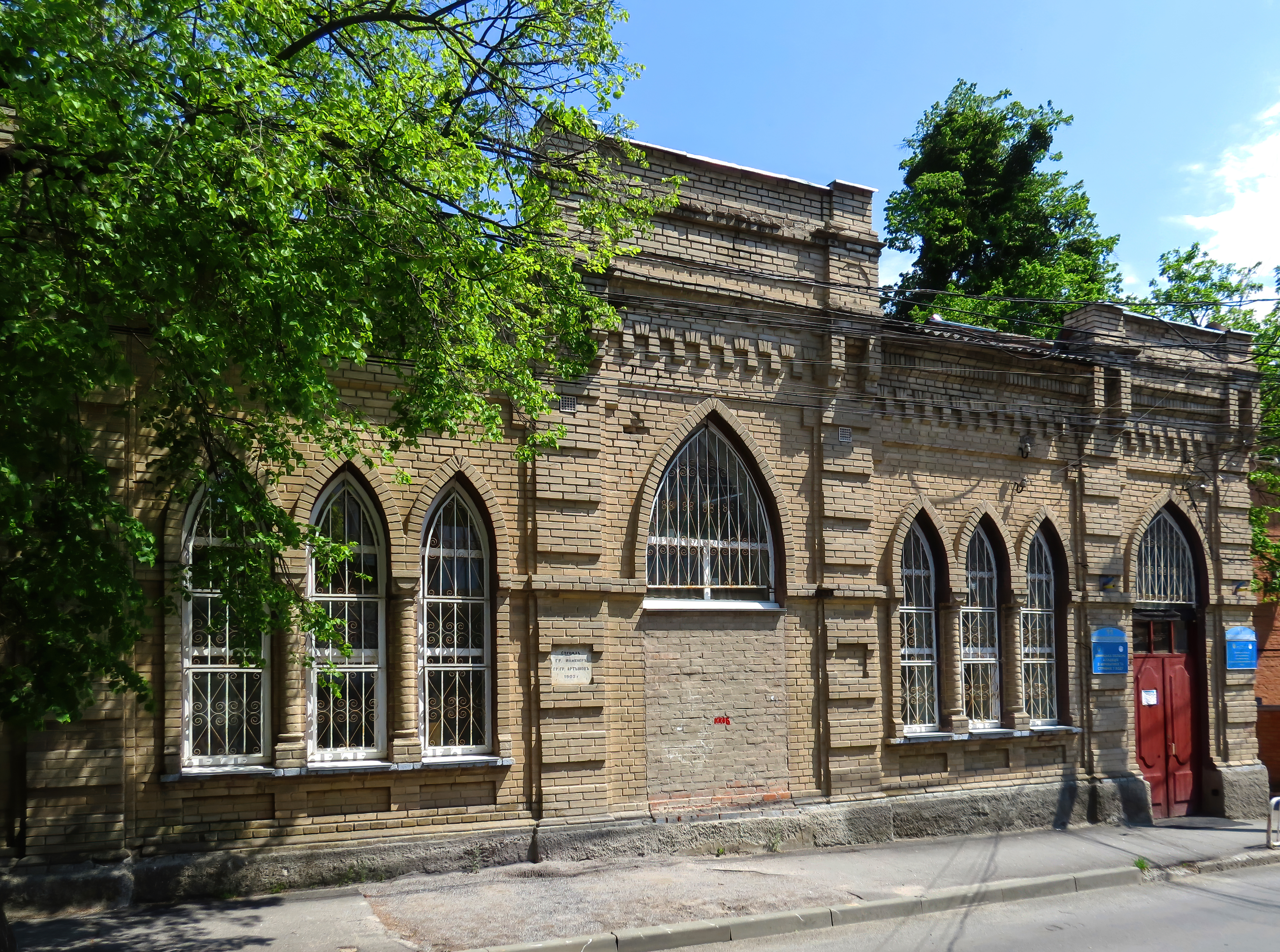
Синагога Райхера

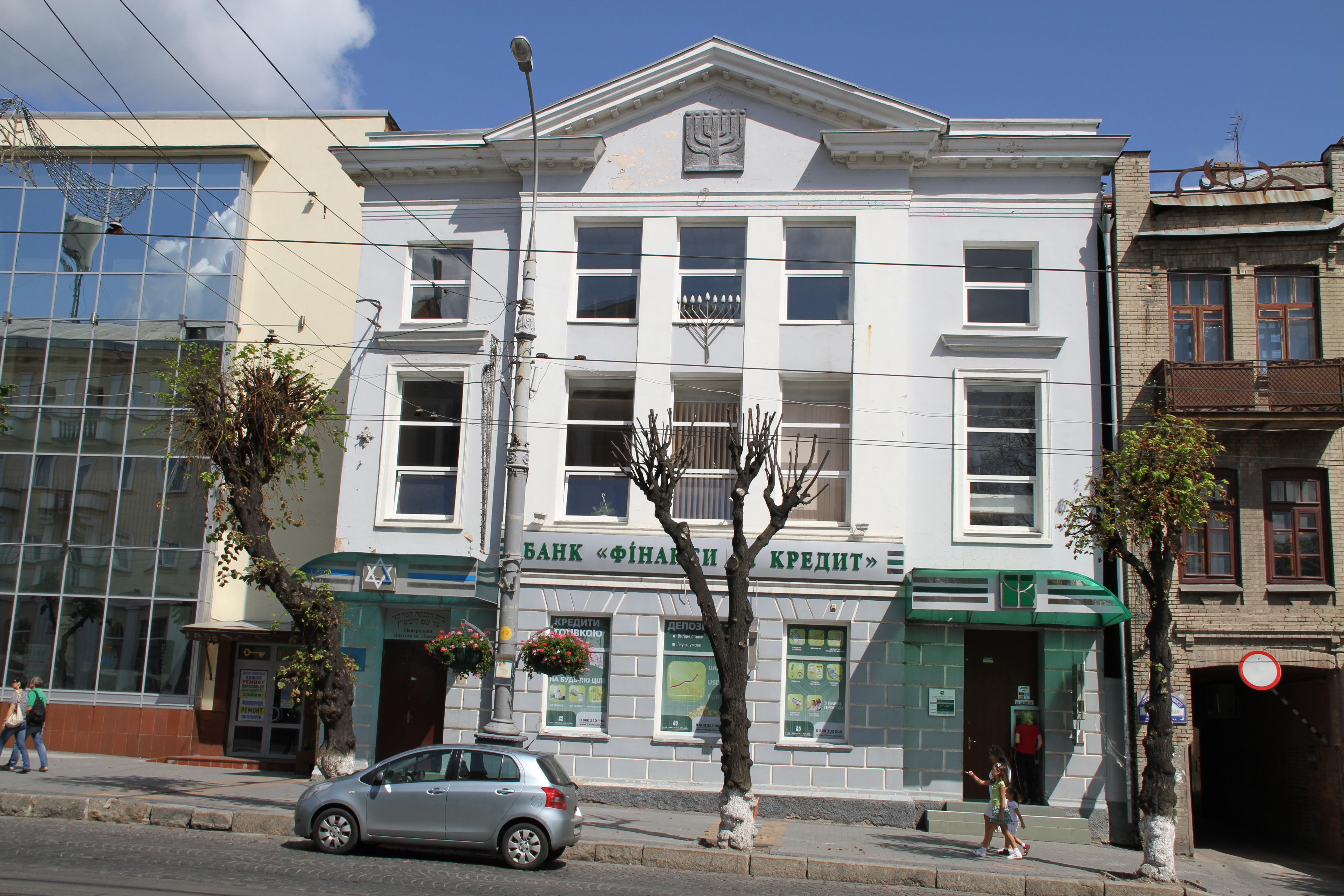
Синагога Лифшица

Первые документальные упоминания о евреях Винницы датируются 1532 годом. В XVII веке в казацких восстаниях основная часть евреев была уничтожена, но выжившие в те годы евреи смогли вернуться в город и восстановить общину. В 1767 году в Виннице проживал 691 еврей, в 1847 году — 3882 еврея, в 1897 году — 11 689 евреев (что составляло свыше 36 % всего населения города). В Виннице евреи занимали отдельный квартал, получивший название Иерусалимка. Он начал формироваться в конце XVIII века как небогатая ремесленная часть города. В Нижней Иерусалимке стояли бедные лачуги, а в Верхней Иерусалимке селились люди побогаче. Сегодня этот квартал стал одной из центральных частей города, в которой сохранён барокковый колорит еврейского местечка.
В начале XIX века соседний с Винницей городок Бершадь стал одним из центров хасидизма. В Виннице находится музей-магазин «Панъ Заваркінъ та Синъ», посвящённый деятельности Моисея Флигельтуба, приехавшего в город в 1900 году (в помещении расположена чайная лавка в стиле ретро). Разбогатев на торговле чаем, кофе, специями, орехами, шоколадом и другими колониальными товарами, Флигельтуб в 1904 году покрестился и стал Матвеем Заваркиным. Его торговый дом поставлял товары даже императорскому двору, до революции семья Заваркиных была одна из самых богатых в Виннице, но затем решила эмигрировать — сначала в Париж, а в 1922 году — в США.
Во время нацистской оккупации евреи Винницы уничтожались в несколько этапов. 22 сентября 1941 года были убиты большинство заключённых винницкого гетто (около 28 000 человек), последние 150 человек еврейской национальности из гетто были расстреляны 25 августа 1942 года. Сведения о жестокости этого геноцида остались в мировой истории благодаря известной фотографии. Спасшиеся евреи ушли в подполье и примкнули к партизанам.

## География
Город расположен на берегах Южного Буга. Через город протекают также небольшие реки Тяжиловка, Винничка и Вишенка.
Винница находится примерно в 199 километрах (физически, по автодороге — 258 км, по ж/д — 221 км) к юго-западу от Киева.

### Климат
- Для города характерна короткая и мягкая зима, а также длинное и умеренно жаркое, влажное лето.
- Средняя температура января −3,8 °C, июля — +20,0 °C.
- Годовое количество осадков — 564 мм.
- Из неблагоприятных погодных явлений на территории города наблюдаются метели (от 6 до 20 дней в год), туманы в холодный период года (37−60 дней), грозы с градом (3−5 дней).
- Длительность светового дня колеблется от 8 до 16,5 часов.

| Показатель                    | Янв.  | Фев.  | Март  | Апр.  | Май  | Июнь | Июль | Авг. | Сен. | Окт.  | Нояб. | Дек.  | Год   |
| ----------------------------- | ----- | ----- | ----- | ----- | ---- | ---- | ---- | ---- | ---- | ----- | ----- | ----- | ----- |
| Абсолютный максимум, °C       | 15,3  | 17,3  | 26,7  | 29,4  | 32,2 | 35,0 | 37,8 | 38,2 | 36,5 | 28,6  | 19,9  | 15,4  | 38,2  |
| Средний суточный максимум, °C | −1,4  | 0,2   | 6,0   | 14,3  | 20,1 | 23,6 | 25,6 | 25,2 | 19,4 | 12,7  | 5,4   | 0,0   | 12,6  |
| Средняя температура, °C       | −3,8  | −2,7  | 1,9   | 9,1   | 14,7 | 18,2 | 20,0 | 19,4 | 14,1 | 8,1   | 2,5   | −2,3  | 8,3   |
| Средний суточный минимум, °C  | −6,2  | −5,4  | −1,6  | 4,3   | 9,3  | 13,1 | 14,8 | 13,9 | 9,3  | 4,3   | 0,0   | −4,5  | 4,3   |
| Абсолютный минимум, °C        | −35,5 | −33,6 | −24,2 | −12,7 | −2,8 | 2,5  | 5,2  | 1,5  | −4,5 | −11,4 | −24,6 | −27,2 | −35,5 |
| Норма осадков, мм             | 29    | 31    | 32    | 40    | 54   | 87   | 73   | 54   | 61   | 35    | 35    | 35    | 564   |
| Средняя влажность, %          | 85    | 83    | 78    | 68    | 66   | 72   | 72   | 71   | 76   | 80    | 86    | 88    | 77    |
| Средняя скорость ветра, м/с   | 4,1   | 4,2   | 4,1   | 3,8   | 3,4  | 3,1  | 3,1  | 2,9  | 3,3  | 3,5   | 3,9   | 3,9   | 3,6   |
| Источник:                     |       |       |       |       |      |      |      |      |      |       |       |       |       |

## Административное деление

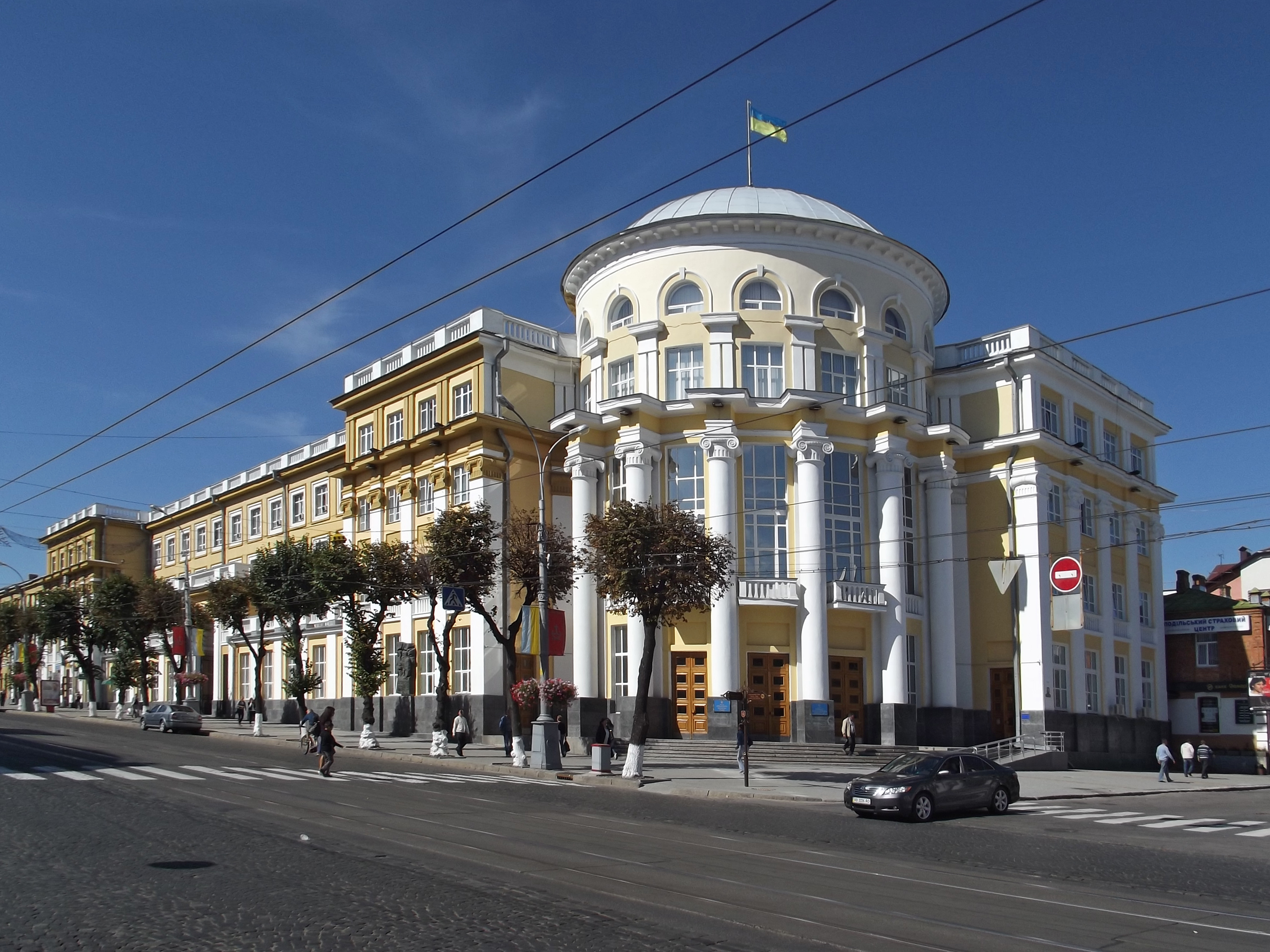
Областная Рада

В Виннице до 2012 года было три административных района:
- Замостянский район
- Ленинский район
- Старогородской район

Исторически сложились следующие части города:
- Вишенка,
- Замостье,
- Варшава,
- Калича,
- Тяжилов,
- ГПЗ[укр.] (местность),
- Академгородок,
- Славянка,
- Сабаров,
- Пирогово,
- Малые Хутора,
- Старый город,
- Хутор Шевченко,
- Иерусалимка,
- Пятничаны,
- Корея,
- Подолье,
- Свердловский массив,
- Военный городок,
- Академический,
- Масложир.

## Городские головы
Городские головы Винницы
На выборах 2006 года городским головой избран Владимир Гройсман, который стал самым молодым из городских голов украинских городов. В 2010 году избран повторно, собрав наибольшее количество голосов 77,8 %.
С начала весны 2014 года исполняет обязанности городского головы секретарь городского совета Сергей Моргунов, в 2015 году он избран городским головой. На местных выборах 2020 года он победил в 1-м туре набрав 66,0 % голосов.

## Экономика
В экономике города Винницы за последние годы продолжаются процессы роста и диверсификации производства. По состоянию на 2022 год в городе насчитывается около 220 крупных и средних промышленных предприятий, производящих широкий спектр продукции. Важной в экономике города ориентация местных предприятий-экспортёров преимущественно на рынки стран Европы, на европейский рынок направляется более 70 % всего экспорта.
В Виннице с сер. ХХ ст. развивается отрасль машиностроения. В городе производится широкий спектр продукции от электродов для сварки до новейшего холодильного оборудования и оборудования для альтернативной энергетики.
С 1994 года работает Казённое научно-производственное объединение «Форт» МВД Украины. Основной продукцией являются огнестрельное оружие и специальные средства для силовых структур, спортивное и охотничье оружие. Значительная часть произведённой продукции экспортируется в Перу, Казахстан и Румынию.
ЧАО «Маяк» создано в 1994 году путём реорганизации государственного предприятия Винницкого завода радиотехнической аппаратуры, основанного в 1969 году. Ведущее украинское предприятие по производству бытового отопительного оборудования и приборов под собственной торговой маркой «Термия». Вся продукция проходит многоуровневую систему испытаний и контроля, согласно украинским нормам и сертификации Евросоюза.

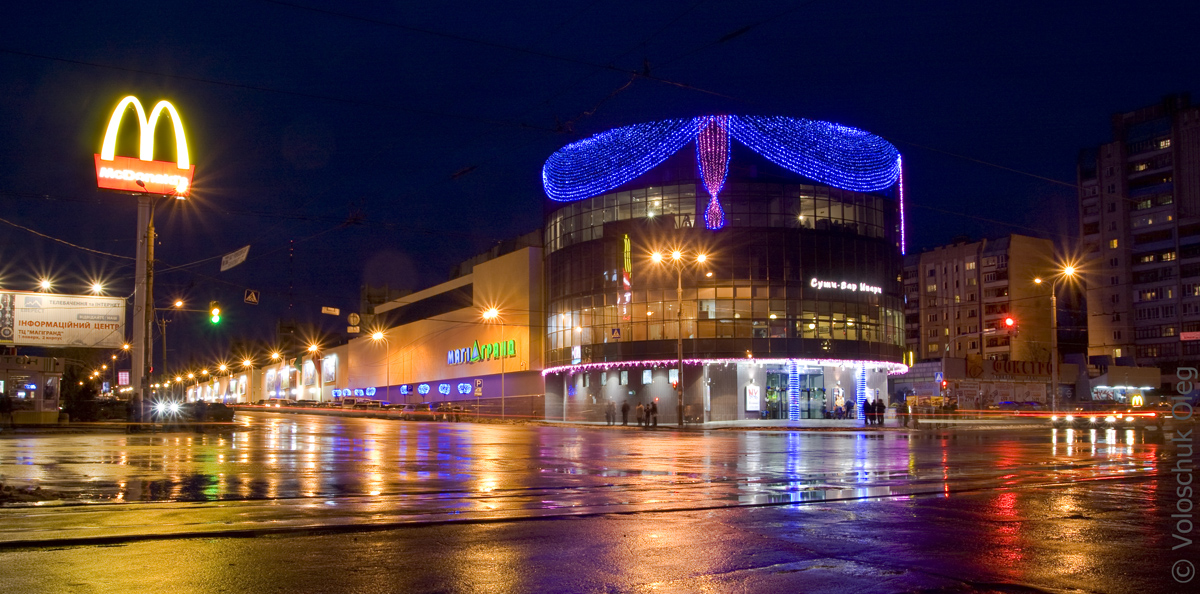
Торговый центр

ОАО Винницкий завод «Строймаш» — многопрофильное предприятие, специализирующееся на производстве металлических форм для железобетонных конструкций, выпуска нестандартного оборудования, переоборудовании и ремонте строительной техники, предоставлении ряда сопутствующих услуг. Продукция завода предназначена для предприятий горнодобывающей сферы (карьеров), цементных заводов, хлебоприёмных предприятий, энергетического и агропромышленного комплексов, жилищно-коммунальных хозяйств и частного предпринимательства.
Винницкий завод «Пневматика» специализируется на производстве запасных частей и комплектующих к тракторам и сельскохозяйственной техники (гидравлические и пневматические узлы).
Польско-украинское предприятие «Барлинек Инвест» относится к предприятиям группы Barlinek (Польша) и является крупнейшим производителем трёхслойной паркетной доски на Украине. Объём инвестиций в строительство завода «Барлинек» в Виннице составил около 75 млн $. Предприятие начало свою работу в октябре 2007 года. Производственная мощность — 2 млн м² трёхслойной паркетной доски в год. На заводе установлено современное деревообрабатывающее оборудование от ведущих мировых производителей. За счёт цеха по производству гранулированного биотоплива (пелет) производительностью 17 тыс. тонн в год, на заводе реализована безотходная технология производства паркетной доски. Количество работающих на производстве — около 850 человек. Завод «Барлинек Инвест» принадлежит к наиболее мощным и экологически чистым промышленным предприятиям Украины.

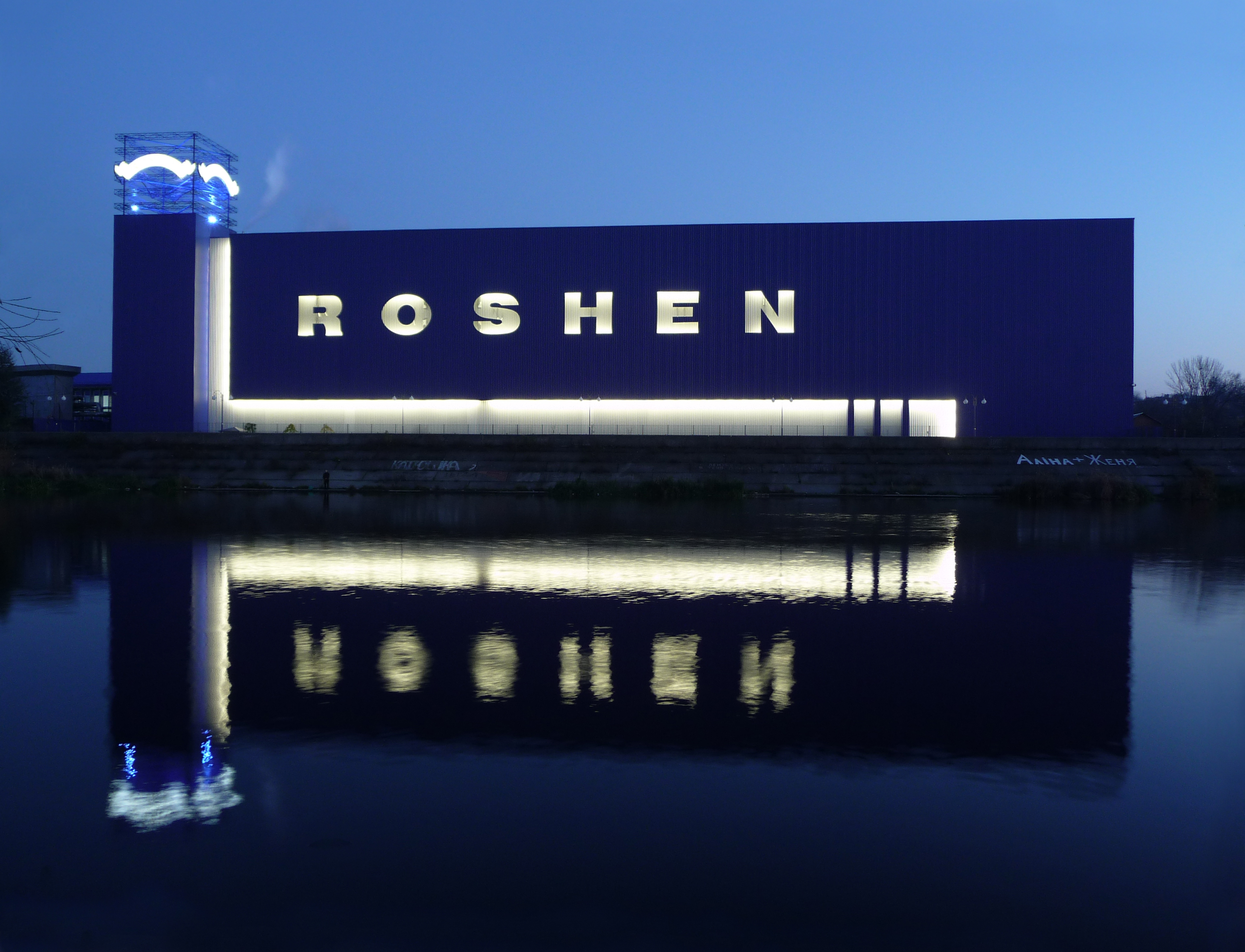
Кондитерская фабрика Roshen

Винница находится в центре крупного сельскохозяйственного региона. Основной специализацией города является производство продуктов питания по мировым стандартам качества.
В 2022 году Винницкая кондитерская фабрика входит в состав корпорации «Roshen» и в пятёрку крупнейших кондитерских предприятий Украины. Выпускается более 100 наименований кондитерских изделий, а общий объём производства составляет более 100 тыс. тонн в год. Фабрика специализируется на производстве вафельной и желейной продукции, глазированных шоколадно-вафельных тортов, пористых шоколадных плиток. Кроме того, Винницкая фабрика выпускает бисквитную продукцию, карамель, шоколадно-пралиновые, глазированные и сбивные конфеты с разными вкусами. В 2012 году в Виннице была открыта вторая площадка кондитерской фабрики, а в 2014 — Винницкий молочный завод «Roshen».
Винницкий масложировой комбинат, входящий в промышленную группу «Виойл». Продукция комбината реализуется по всей стране и за рубежом, в странах Азии, Ближнего Востока и Китае. Винницкий масложировой комбинат производит более 40 видов продукции, качество которой подтверждают соответствующие сертификаты. Продукция комбината имеет золотые и серебряные награды и так называемые «Звезды качества».
Также в Виннице развивается экосистема креативной экономики. За последние несколько лет начали работать частные и общественные пространства, потребность в которых все больше растёт.

По количеству IT-специалистов Винница занимает 6 место среди всех городов Украины; в секторе работает более 2 тыс. человек, что составляет 2 % общеукраинского рынка.

## Транспорт

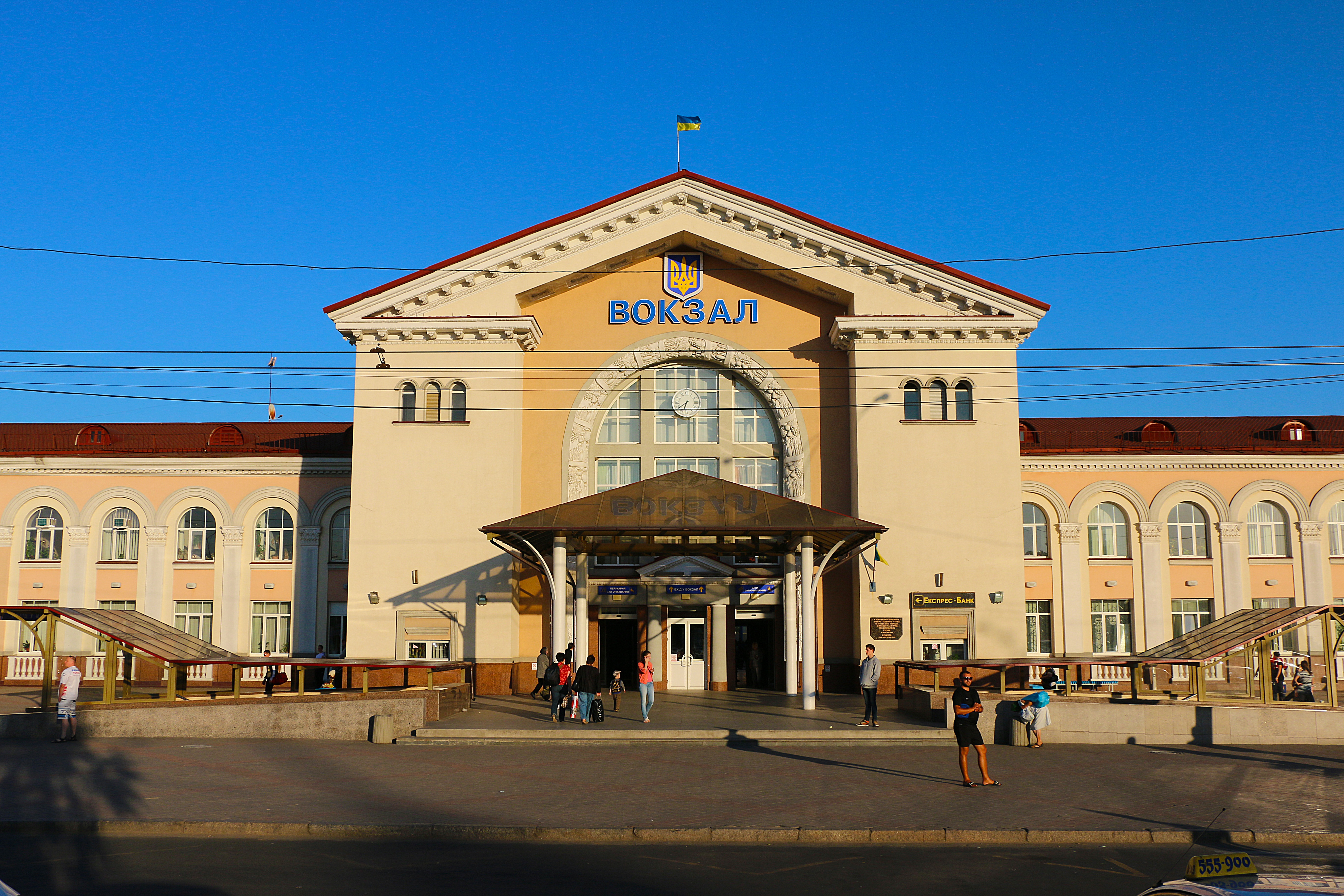
Железнодорожный вокзал

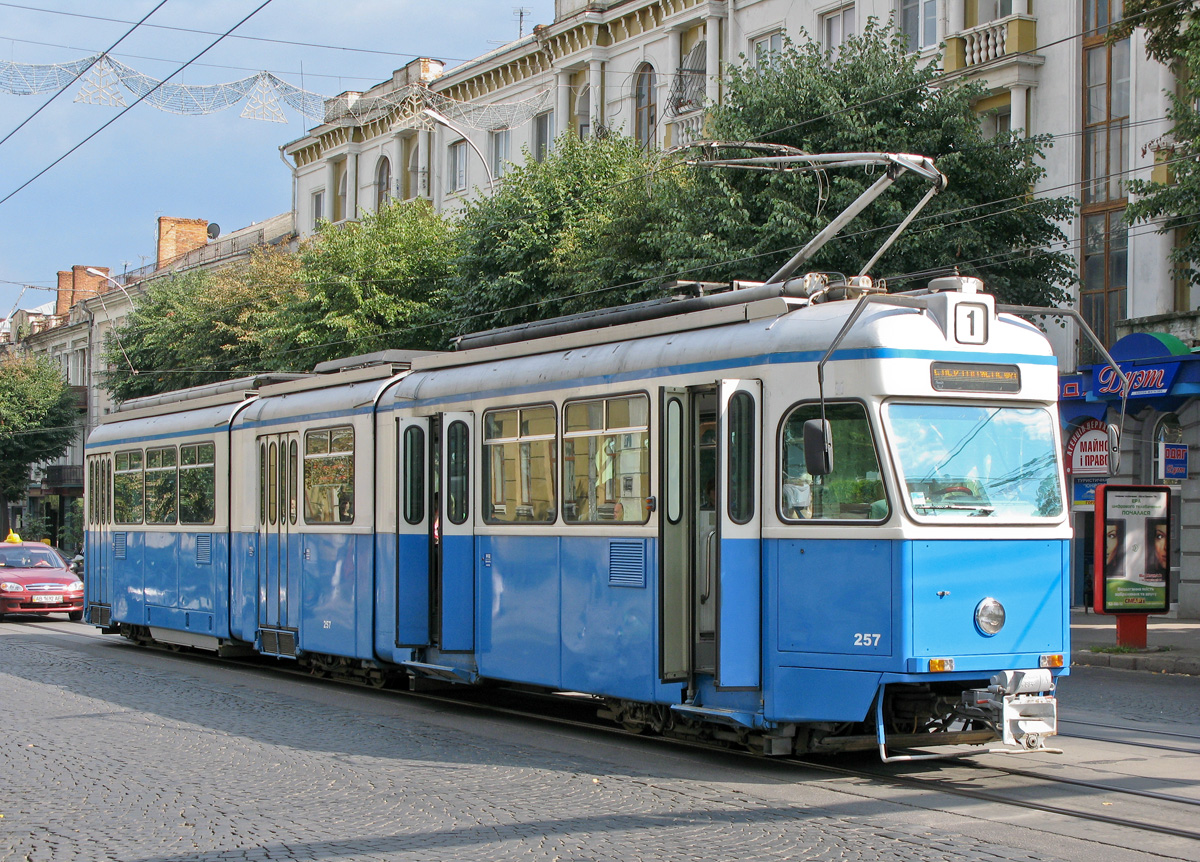
Mirage Be 4/6 на главной улице города Соборной

Город имеет 5 мостов через Южный Буг: Киевский (с троллейбусным сообщением), Центральный (с трамваями и троллейбусами), Старогородский, на Объездной дороге, а также пешеходный на дамбе в Сабарове.
Объекты транспортного сообщения в Виннице:
- Железнодорожный вокзал, имеющий сообщение с 23 областями Украины
- Три автовокзала (центральный, западный, восточный)
- Автомобильные пути, в том числе в самой Виннице 389,3 км дорог, из которых 257,1 км — с асфальтобетонным покрытием, остальные — с щебёночным и грунтовым (данные 2021 года[59])
- Международный аэропорт Винница
- Сеть велосипедных дорожек составляет 88,5 км[60].

Городской общественный транспорт имеет разветвлённую сеть маршрутов, включая в себя:
- Винницкий трамвай
- Винницкий троллейбус
- Автобусы
- Маршрутные такси

Кроме того, в городе курсируют речные катера, осуществляющие пассажирские и экскурсионные туры по реке Южный Буг.

## Социальная сфера

### Образование
Древнейшая школа в Виннице была основана при братском Вознесенском монастыре митрополитом Петром Могилой в 1633 году, но впоследствии эта школа была перенесена. Иезуиты содержали школы в своём монастыре, но после закрытия ордена монастырь их был передан в 1773 г. базилианам, которые энергично принялись за школьное дело — в 1786 году комиссия, назначенная сеймом для устройства народного образования, признала Винницкую базилианскую школу окружною и подчинила её надзору один из десяти назначенных ею учебных округов. В 1804 году попечитель Е. Чацкий открыл в Виннице уездное училище, которое в 1814 году было переименовано в гимназию. Гимназия помещалась в бывшей иезуитской коллегии и просуществовала до 1843 года, когда была перенесена в Белую Церковь. В 1888 году в Виннице было построено новое училищное здание на капитал, завещанный для этой цели купцом Войштейном, и в нём открыто реальное училище, перенесённое сюда из Могилёва-Подольского.
В ноябре 2014 года, в связи с вооружённым конфликтом на востоке Украины, Донецкий национальный университет был эвакуирован в Винницу, где для него было выделено административное здание бывшего ювелирного завода «Кристалл» и аудитории в других ВУЗах региона. В эвакуированном Донецком университете учатся около 5 800 студентов и 213 аспирантов, работают 587 преподавателей. До переезда в ДонНУ было 14 тыс. студентов и 1 300 преподавателей.
На сегодняшний день (февраль, 2023) в Виннице функционируют следующие учебные заведения:
- 58 дошкольных учебных заведений (56 — коммунальной формы собственности, 1 — государственной (№ 39), и 1 — частной. Действует электронная регистрация детей в дошкольные учебные заведения);
- 45 заведений общего среднего образования (37 коммунальных и 8 частных общеобразовательных учебных заведений;
- 8 учреждений профессионального (профессионально-технического) образования государственной формы собственности;
- 3 заведения внешкольного образования коммунальной формы собственности;
- 17 подростковых клубов по месту жительства VinSmart.

В 2023 году в Виннице функционируют следующие высшие учебные заведения:
- Винницкий национальный медицинский университет имени Н. И. Пирогова
- Винницкий государственный педагогический университет имени М. М. Коцюбинского
- Донецкий национальний университет имени Василия Стуса (ДонНУ)
- Винницкий национальный технический университет
- Винницкий национальный аграрный университет
- Винницкий финансово-экономический университет
- Винницкий институт конструирования одежды и предпринимательства
- Винницкий кооперативный институт
- Винницкий торгово-экономический институт Государственного торгово-экономического университета
- Винницкий учебно-научный институт экономики Западноукраинского национального университета
- Винницкий социально-экономический институт Открытого международного университета развития человека «Украина»
- Винницкий филиал Харьковского национального университета внутренних дел
- Винницкий филиал Университета современных знаний

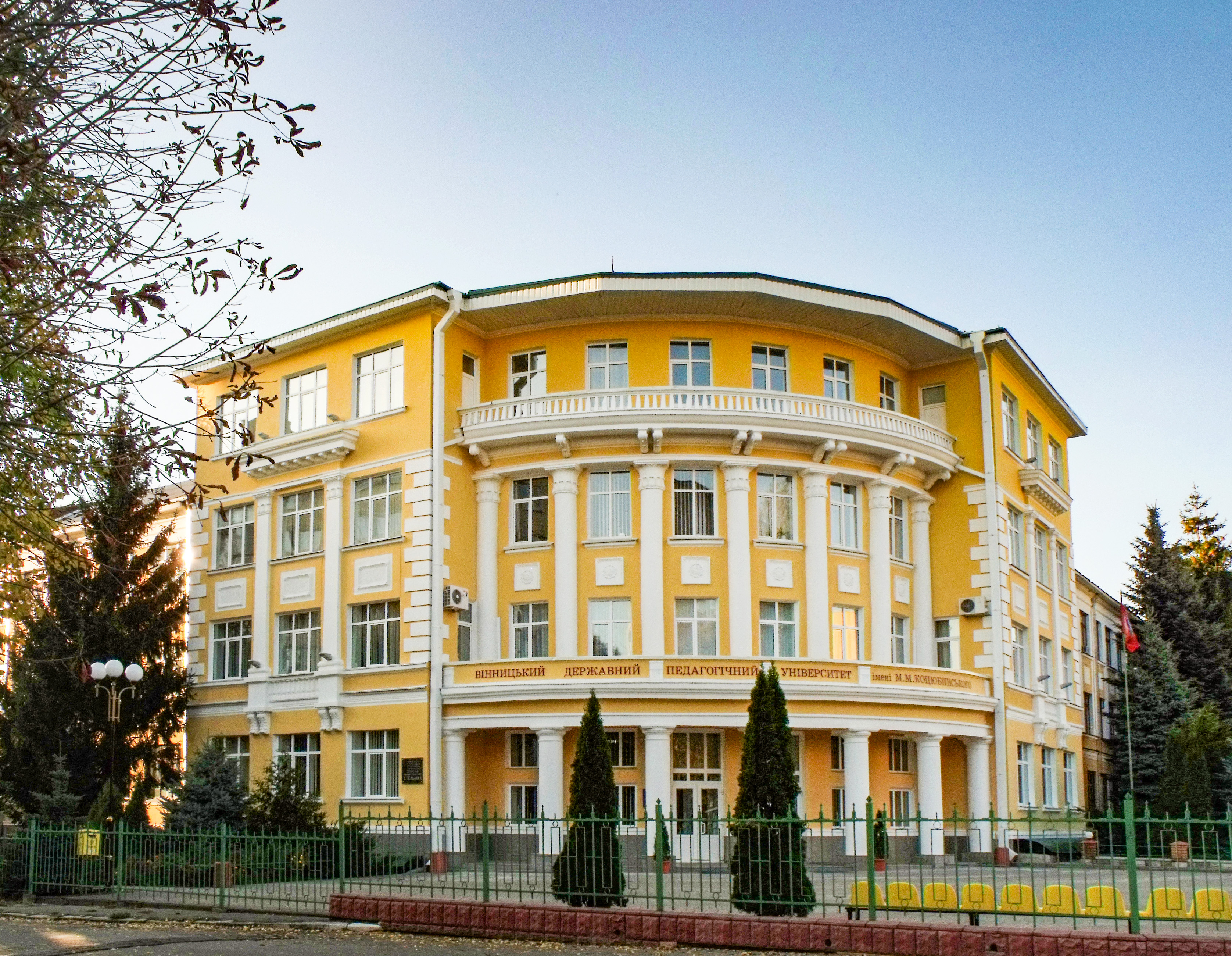
Винницкий Государственный Педагогический Университет
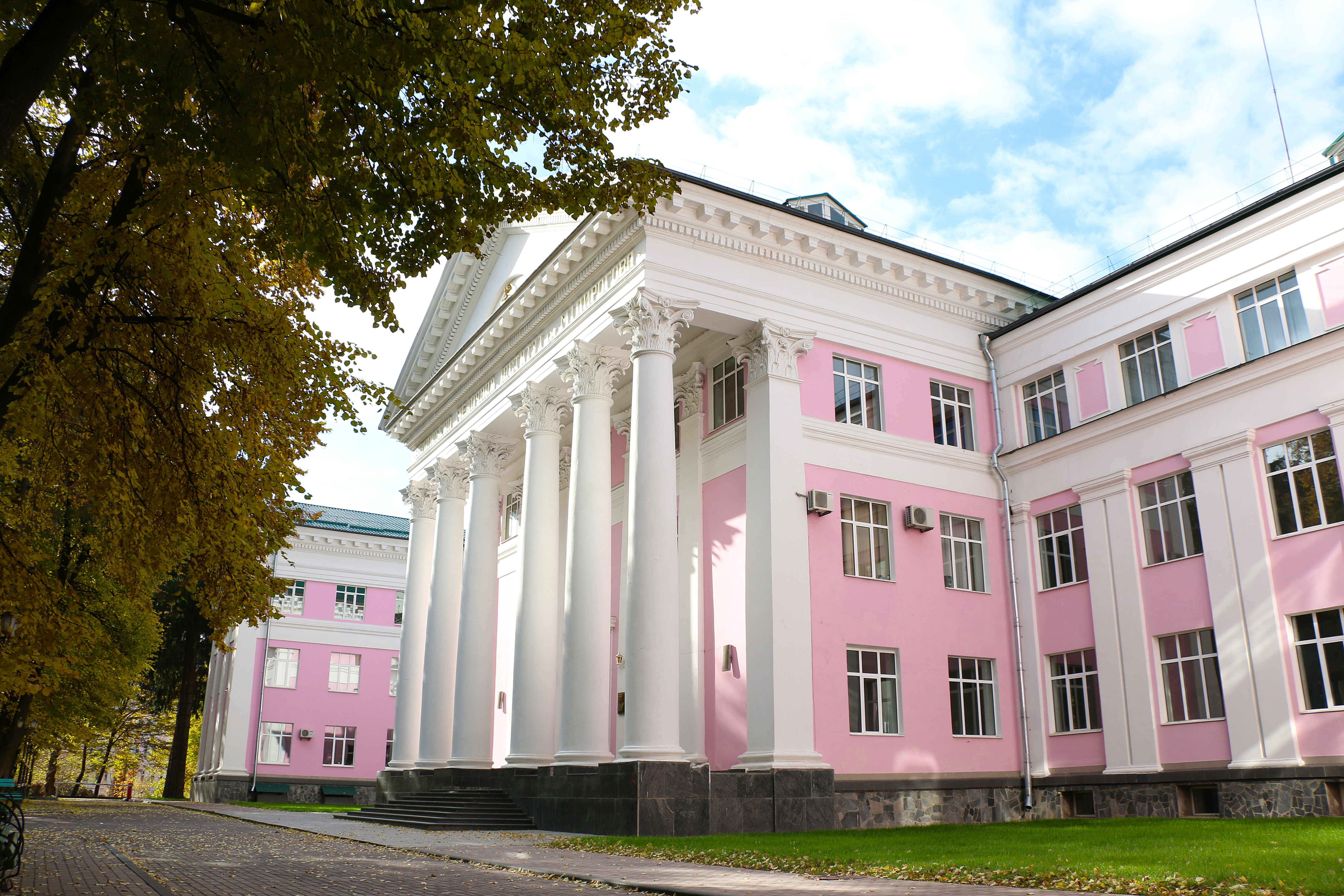
Винницкий национальный медицинский университет имени Н. И. Пирогова
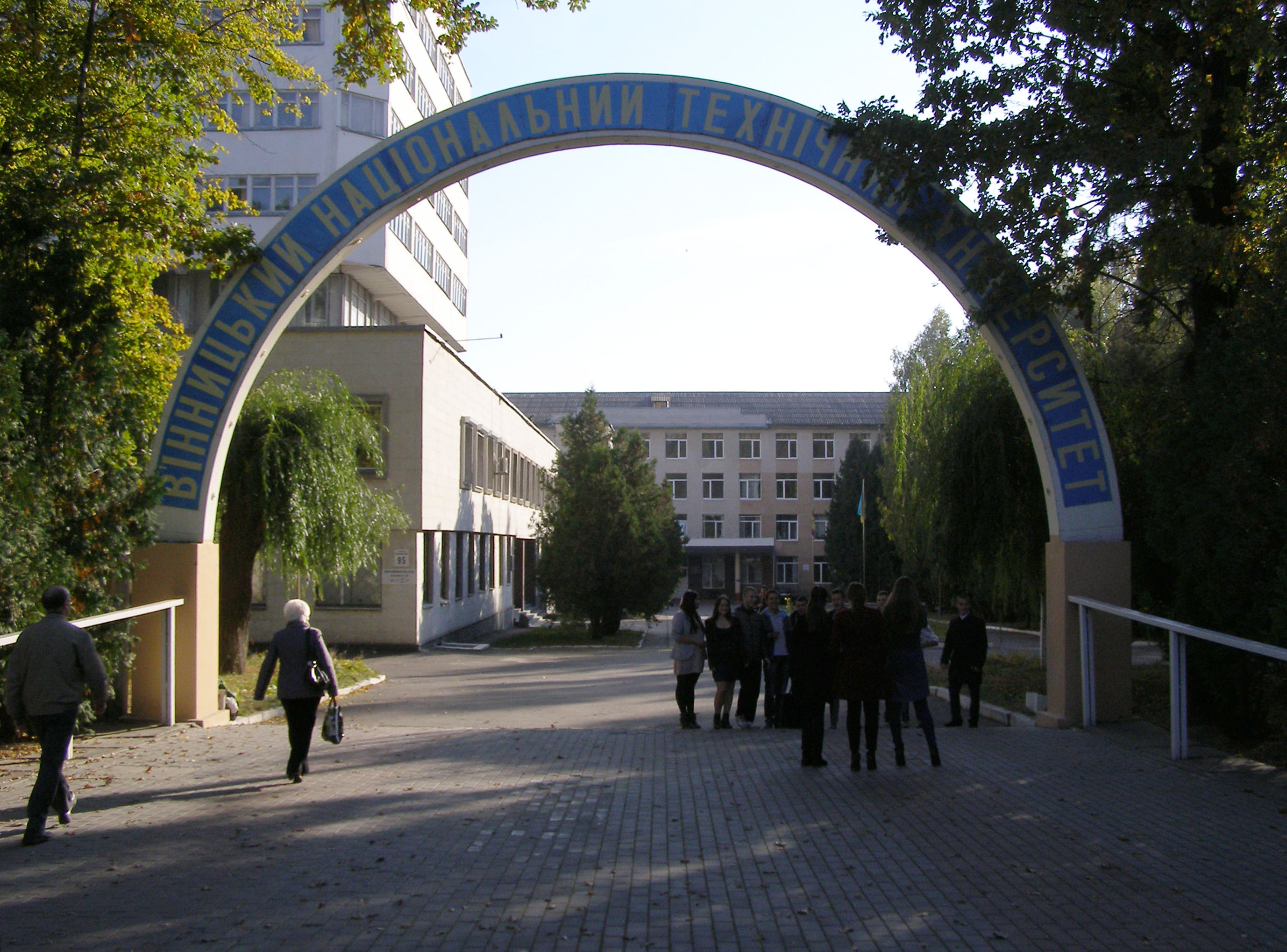
Винницкий национальный технический университет
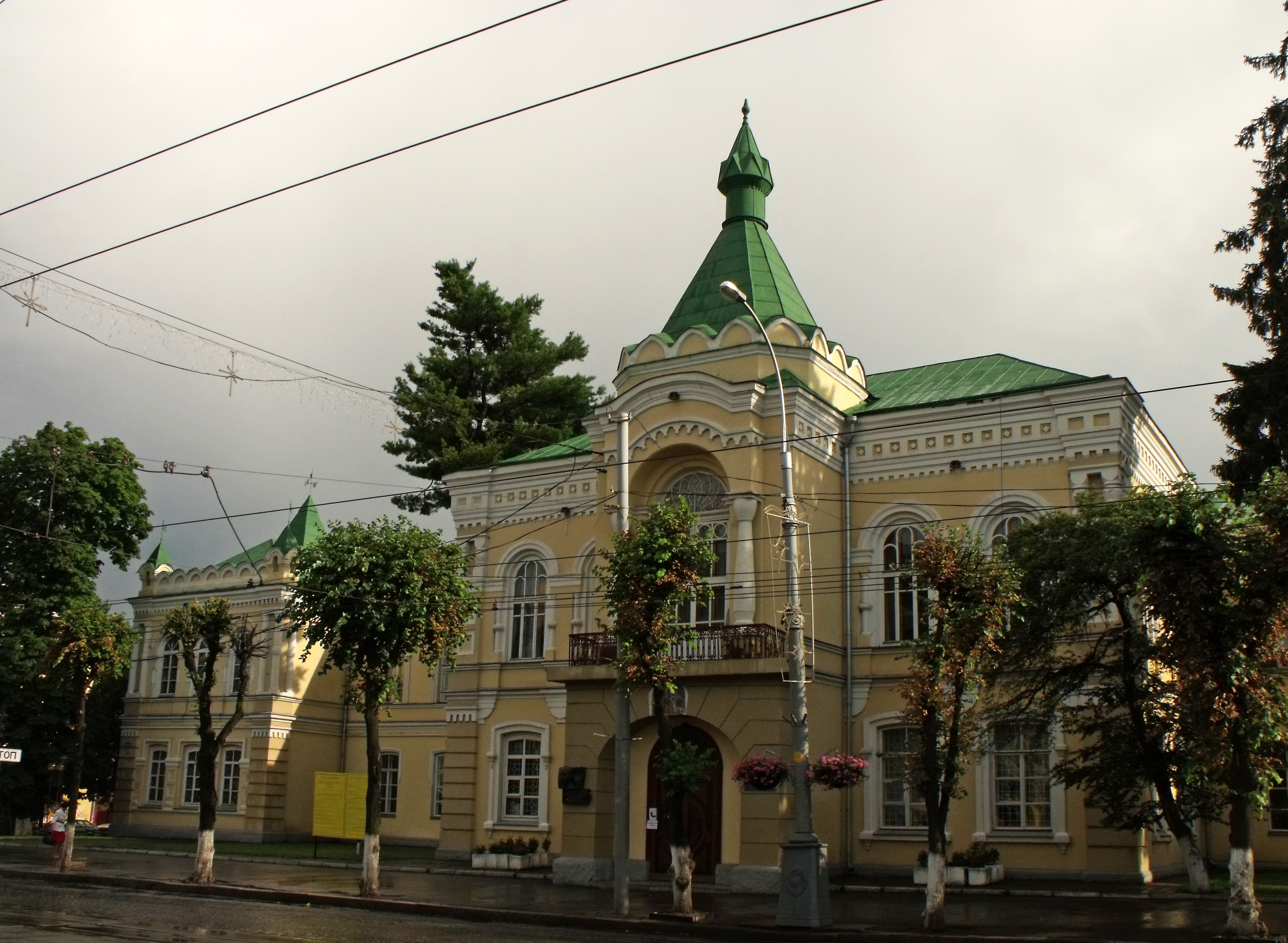
Торгово-экономический институт
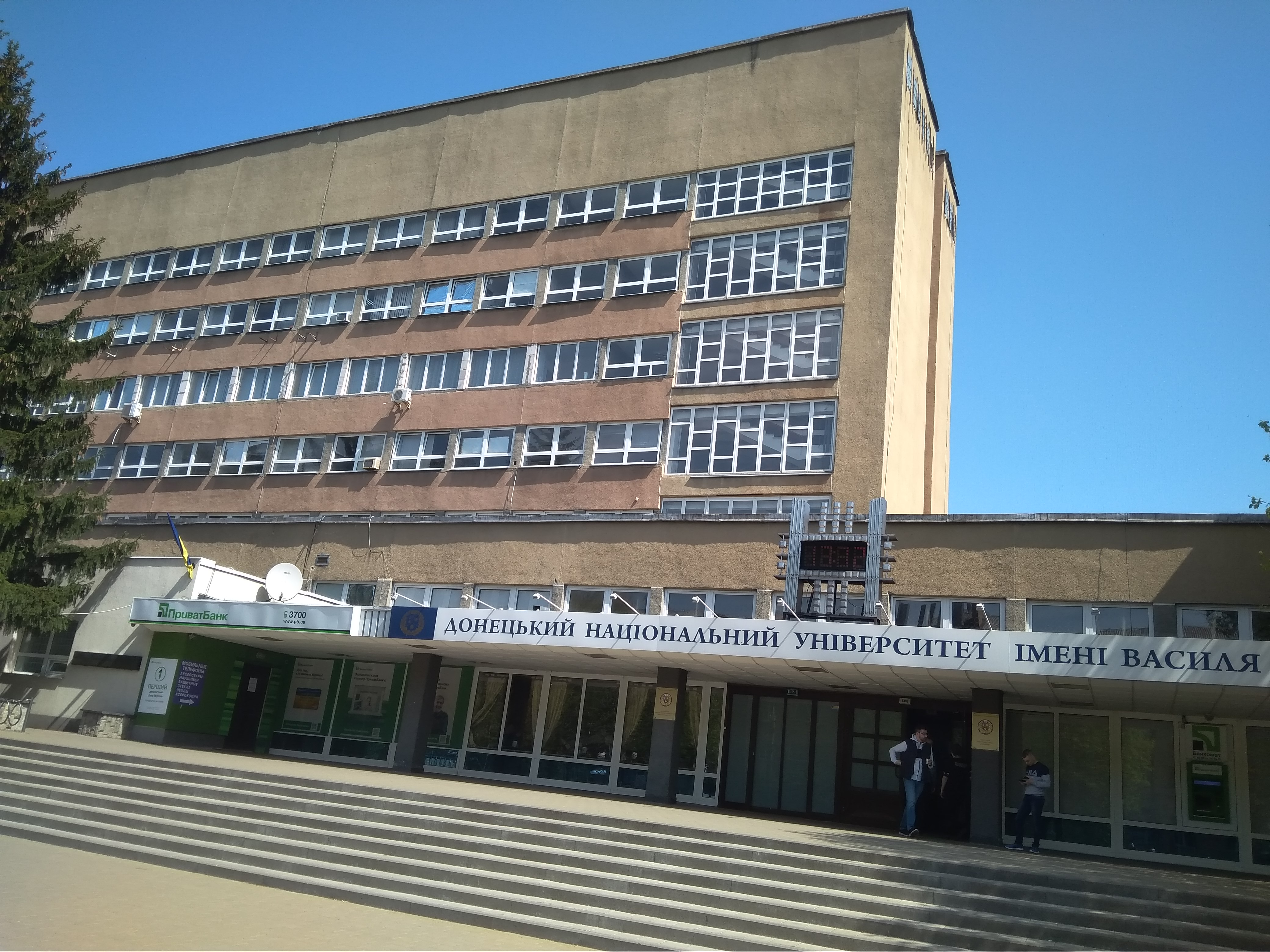
Донецкий национальний университет имени Василия Стуса

### Здравоохранение
С января 2012 года коммунальные учреждения «Городские поликлиники» реорганизованы путём преобразования в Центры первичной медико-санитарной помощи. Функционирует 5 таких центров с 20 обособленными амбулаториями семейной медицины. В Центрах оказывается первичная медицинская помощь врачами общей практики (семейными врачами), участковыми терапевтами и участковыми педиатрами взрослым и детям. Кроме центров, город имеет развитую структурированную сеть медицинских учреждений, принадлежащих территориальной общине города: 3 городских клинических больницы, Винницкая многопрофильная больница, городская больница «Центр матери и ребёнка», 2 роддома. Также функционируют 3 коммунальных предприятия: «Городской лечебно-диагностический центр», «Медицинский стоматологический центр», «Винницкая городская аптека».
- Винницкая областная клиническая больница им. Н. И. Пирогова — основана в 1905 году как первая муниципальная больница, под именем Николая Пирогова работает с 1917 года. Больница сегодня является многопрофильным высокоспециализированным, лечебно-профилактическим учреждением здравоохранения, полномочиями которого является оказание медицинской помощи пациентам по 22 профильным направлениям. В больнице функционирует 18 центров и отделений, оказывающих плановую и ургентную стационарную помощь, 4 высокоспециализированных диагностических центра, консультативная поликлиника на 400 посещений в смену, областной центр планирования семьи и медико-генетического консультирования, вспомогательные и параклинические структурные подразделения, отделение экстренной (неотложной) помощи, аптека, централизованное стерилизационное отделение, 2 сателлитных отделения амбулаторного гемодиализа в городах Немирове и Могилёве-Подольском. В центрах и отделениях больницы размещено 12 клинических кафедр и циклов Винницкого национального медицинского университета им. Н. И. Пирогова. Согласно договору от 19.10.2022 в больнице проводятся операции по трансплантации почек от родственных и трупных доноров[67].
- Коммунальное предприятие «Городской лечебно-диагностический центр» — начал активную работу с 18 сентября 2012 года. Создание современного диагностического центра в городе Виннице было поддержано Министерством иностранных дел Государства Израиль, Фондом Петра Порошенко и Винницким городским главой Владимиром Гройсманом[68].
- Винницкий региональный клинический лечебно-диагностический центр сердечно-сосудистой патологии — специализированное медицинское учреждение, которое оказывает плановую и экстренную медицинскую помощь пациентам с болезнями системы кровообращения. Учреждение имеет в своём составе 5 отделений и клинико-диагностическую лабораторию, где работает 186 медицинских работников[69].

## Культура
В городе расположены Винницкий государственный академический театр, Винницкий областной академический кукольный театр «Золотой ключик», Винницкая областная филармония.
Винница также известна как место проведения ряда музыкальных фестивалей — «VINNYTSIA JAZZFEST» (с 1995 года), благотворительный рокфест «МузЭнтропия» (от сер. 2000 — х). Отличительной особенностью фестов в городе (преимущественно местных или всеукраинских) является их музыкальное направление, а именно широкий спектр стилей и музыкальных направлений и в частности акцент не на раскрученной попсе, а на «альтернативных» жанрах — джазе, роке и т. д.
Особое внимание уделено в городе и мерам по популяризации классической музыки. Так, уже традиционным стал осенний международный фестиваль под названием «Музыка в монастырских стенах» — ежегодно украинские органисты вместе с зарубежными коллегами собираются в римо-католическом храме Матери Божьей Ангельской и выполняют шедевры органной музыки. Идейным вдохновителем, организатором и непосредственным участником мероприятия является художественный руководитель фестиваля, заслуженный деятель искусств Украины Георгий Курков.
Начиная с мая 1993 года, ежегодно Винницкой областной филармонией при поддержке местных органов власти проводится Международный музыкальный фестиваль классической музыки имени П. И. Чайковского и Н. Ф. фон Мекк, который имеет статус международного — к участию в мероприятии приглашаются ведущие профессиональные коллективы и исполнители Украина и зарубежья. Обязательным условием участия в фестивале является исполнение произведений Петра Чайковского и композиторов эпохи романтизма XIX века.
Удачное проведение Дня Европы 2008 года в Виннице обусловило его ежегодную организацию. С каждым разом количество мероприятий в рамках празднования увеличивается, к организации праздника подключается местный бизнес, местная власть. Одно из любимых и наиболее посещаемых мероприятий горожан и гостей Винницы.
В 2018 и 2019 годах в Виннице проходил Air GOGOLFEST — локальный формат известного украинского фестиваля современного искусства Гогольfest.

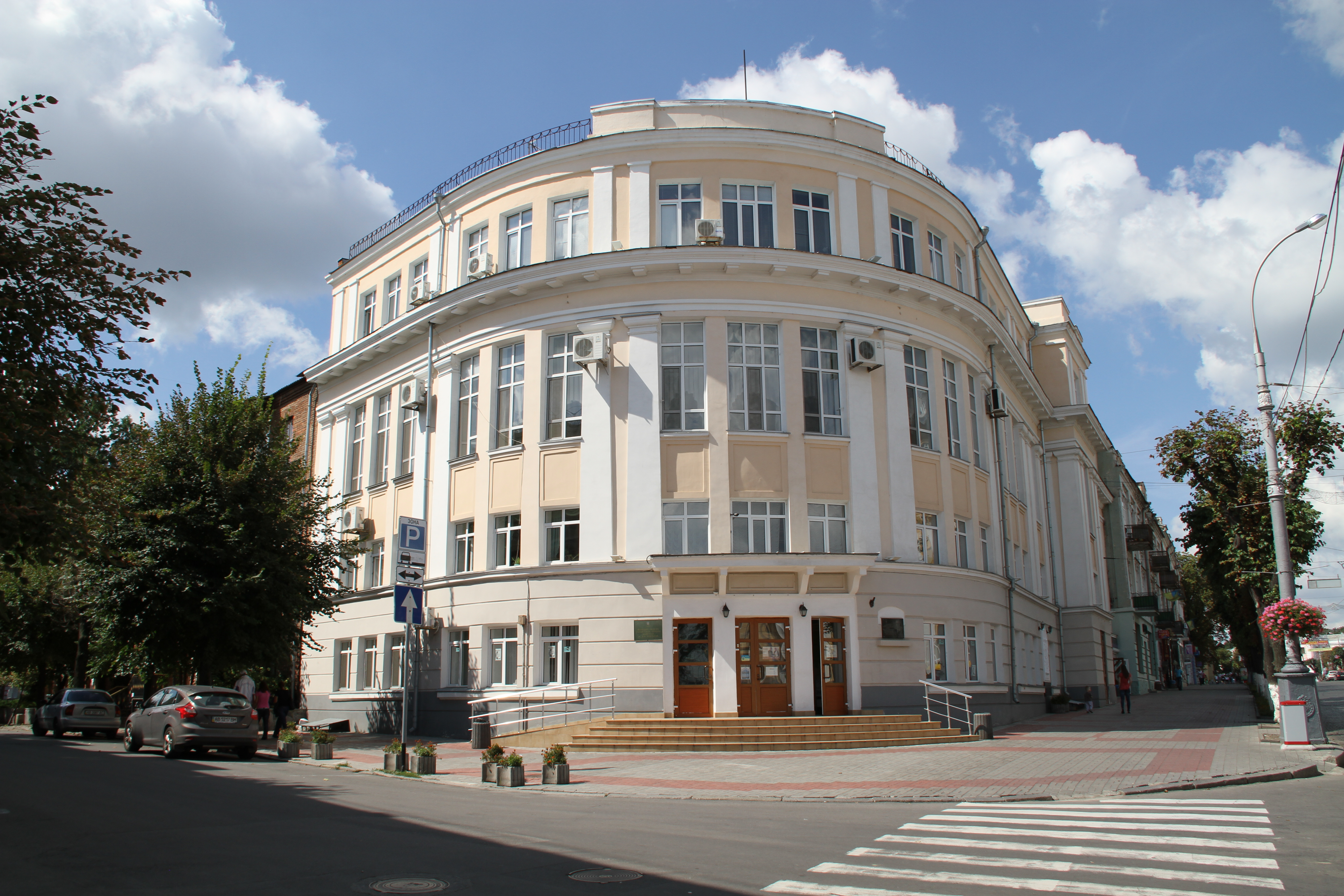
Библиотека имени Валентина Отамановского
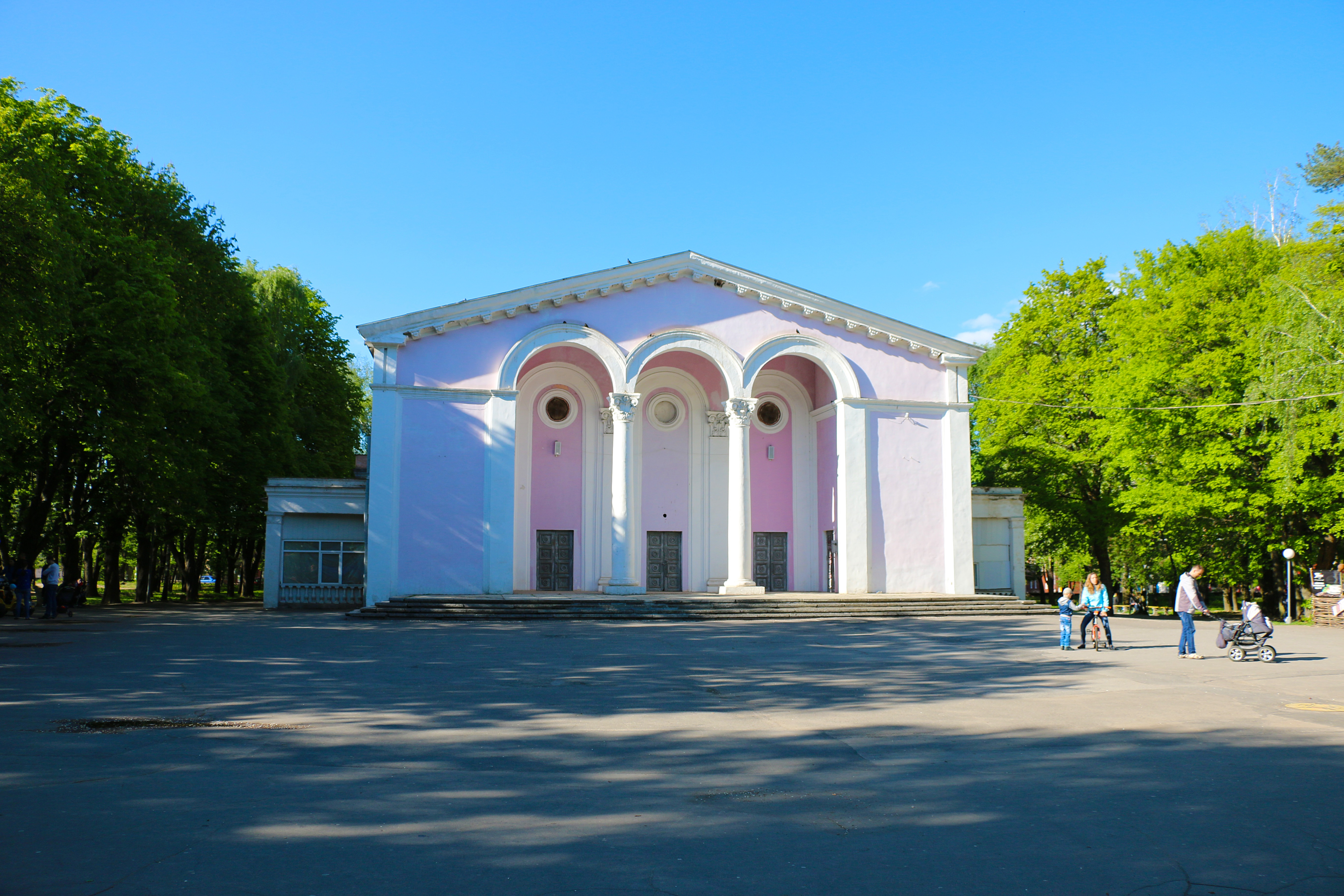
Летний театр
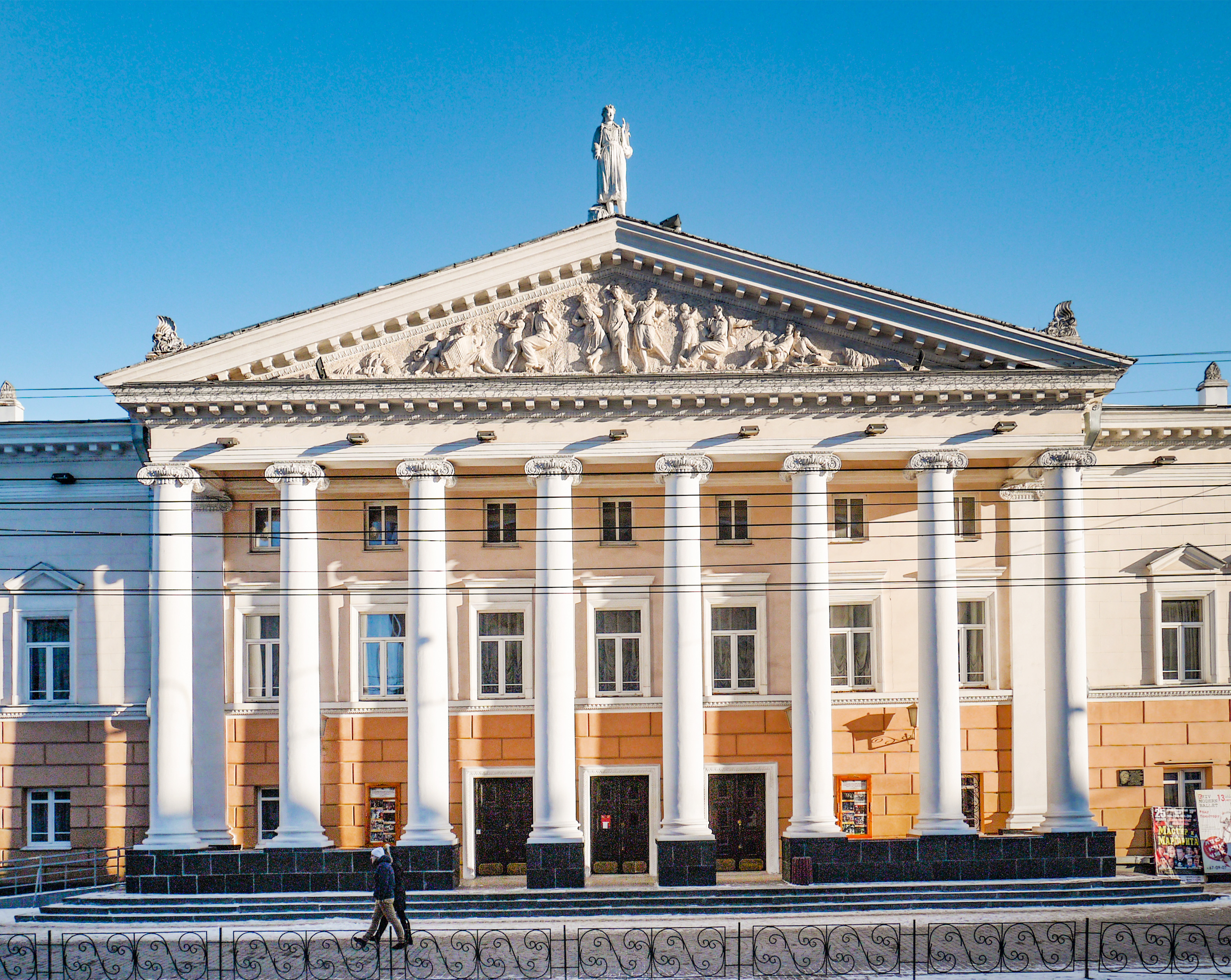
Музыкально-драматический театр имени Н. К. Садовского
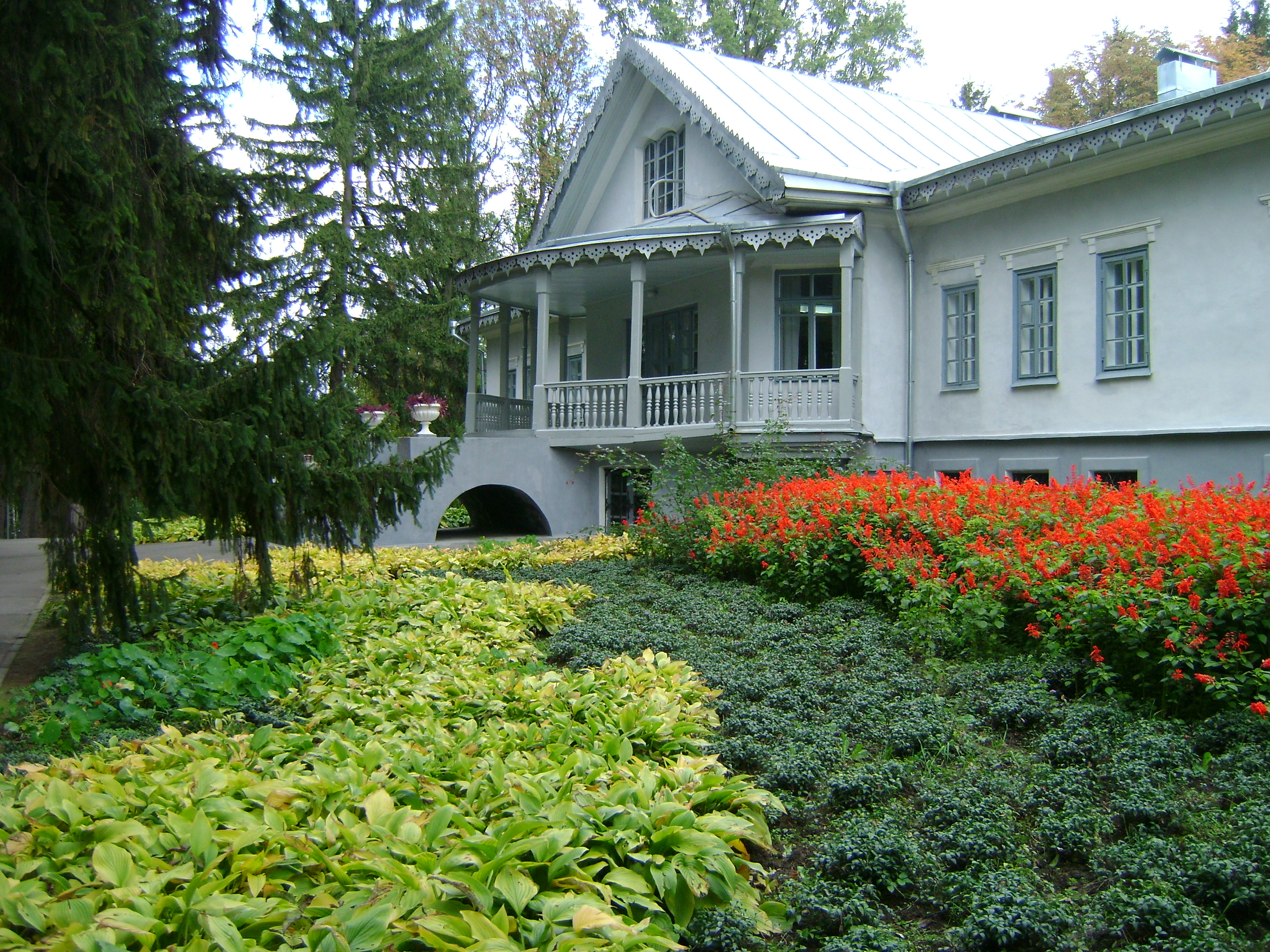
Музей-усадьба Пирогова
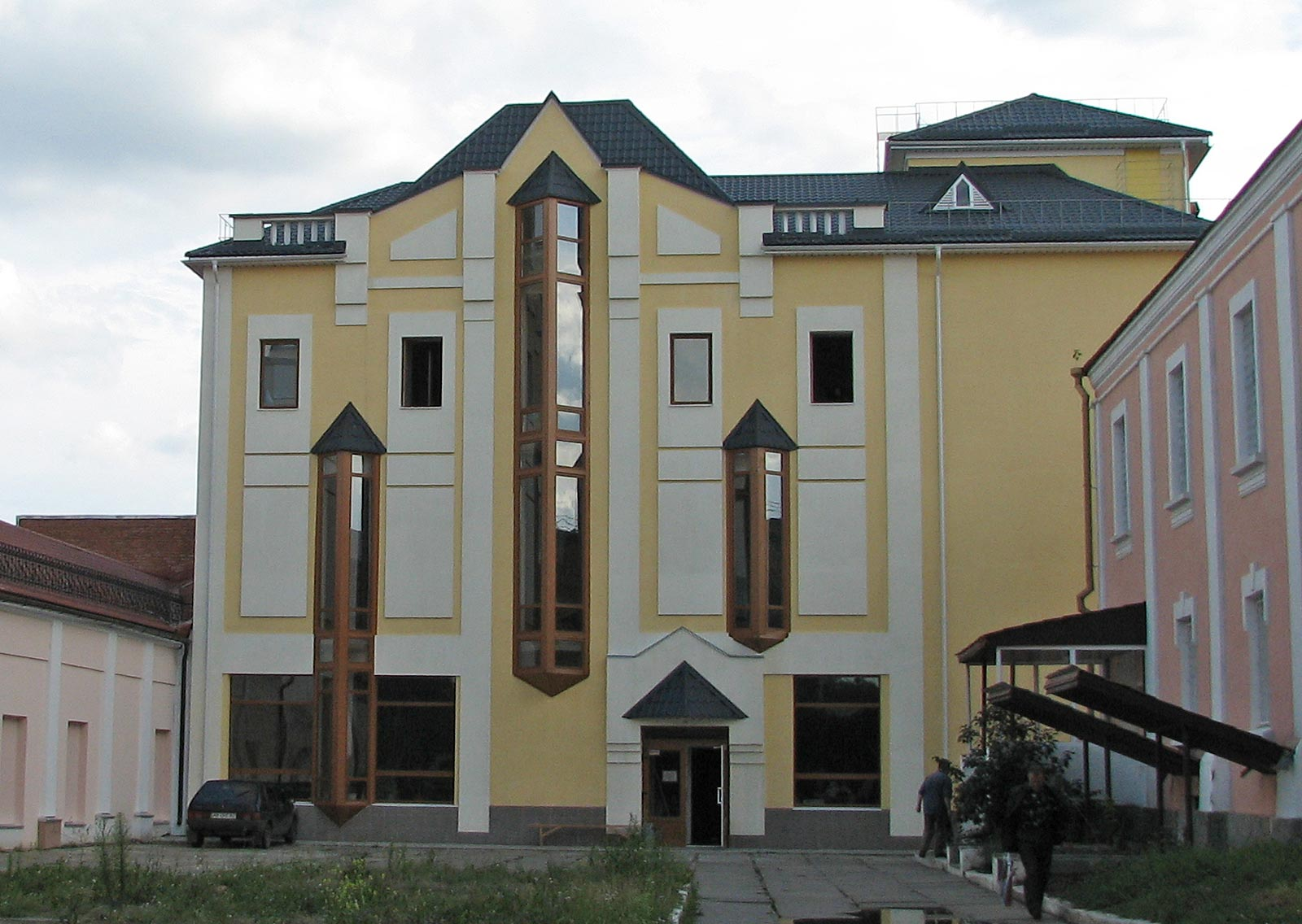
Винницкий областной краеведческий музей

### Музеи
Винница — город мультикультурной памяти, а также место, где проживали великие люди прошлого. Информацию и артефакты, способные рассказать об этом, хранят местные музеи. Также город привлекает современных коллекционеров и особенно любителей истории транспорта. К посещению открыты функционируют следующие музеи (февраль, 2023):
- Винницкий областной краеведческий музей
- Винницкий областной художественный музей
- Военно-исторический музей Воздушных сил Вооружённых Сил Украины
- Национальный музей-усадьба М. И. Пирогова
- Винницкий литературно-мемориальный музей М. М. Коцюбинского
- Музей памяти воинов Винницкой области
- Музей гончарного искусства А. Г. Луцишина
- Музей украинской марки им. Якова Балабана
- Музей Винницы
- Музей винницкого трамвая
- АвтоМотоВелоФотоТелеРадио Музей
- Музей моделей транспорта
- Музей Холокоста в Винницкой области
- Музей еврейского быта

## Фонтаны

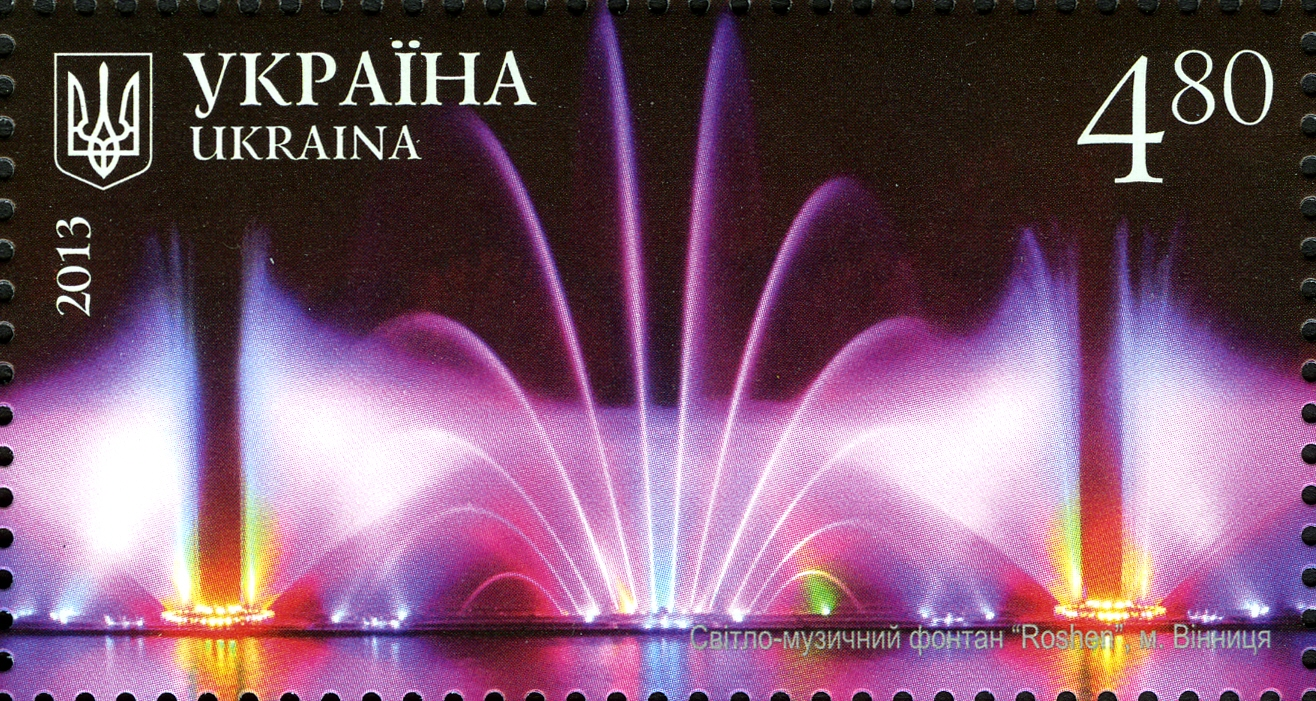
Фонтан Рошен на почтовой марке Украины, 2013 год

Фонтан Roshen, построенный в русле реки Южный Буг близ острова Кемпа (Фестивальный). Единственный плавучий фонтан в стране, признан лучшим инженерным сооружением Украины. Его уникальность заключается в так называемой «зимующей технологии», которая позволяет опустить конструкцию под лед. Для установления фонтана и проведения реконструкции набережной были проведены работы по расчистке русла реки Южный Буг в объёме 28000 м³ грунта. Использование лазерного проектора с экраном состоит из водно-воздушной смеси, распределённой по всей длине фонтана, позволяет демонстрировать на фонтан видео в формате 3-D. Фонтан Roshen был построен за средства благотворительного фонда Петра Порошенко. Общая стоимость проекта — 37 млн грн. Помимо фонтана Roshen, на проспекте Космонавтов расположен не менее популярный фонтан «Атлант»

## Парки и скверы

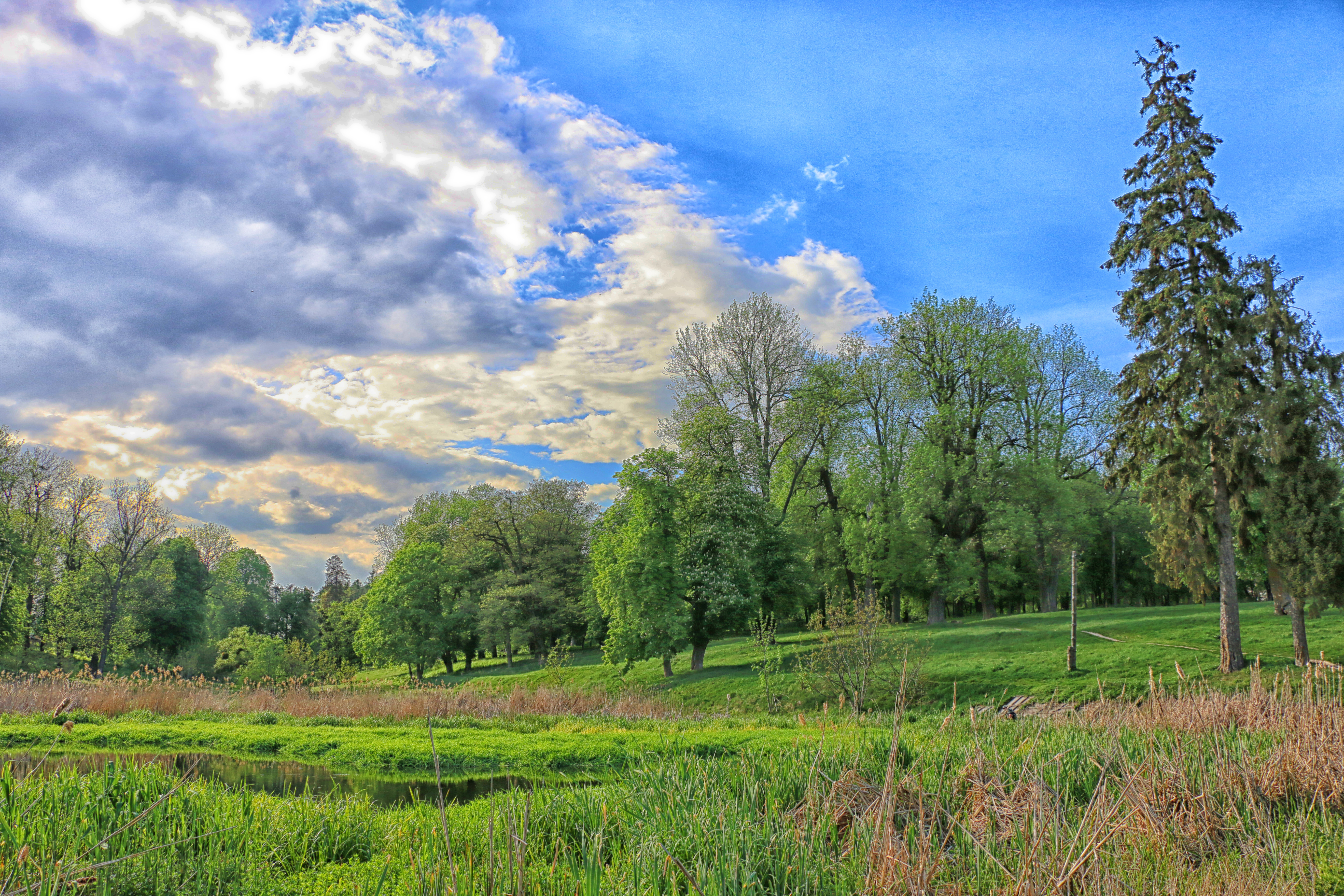
Пятничанский парк

Винница — очень зелёный город. Традиционно горожане и гости города отдыхают в многочисленных скверах и парках Винницы. В самом центре, в районе водонапорной башни и Мемориального комплекса Славы расположена Европейская площадь (до 2014 года — сквер Козицкого). Большинство вузов города также расположены в зелёных зонах (например, парк Винницкого медицинского университета им. Н. И. Пирогова).
Главный городской парк Винницы — Центральный парк им. Н. Леонтовича.

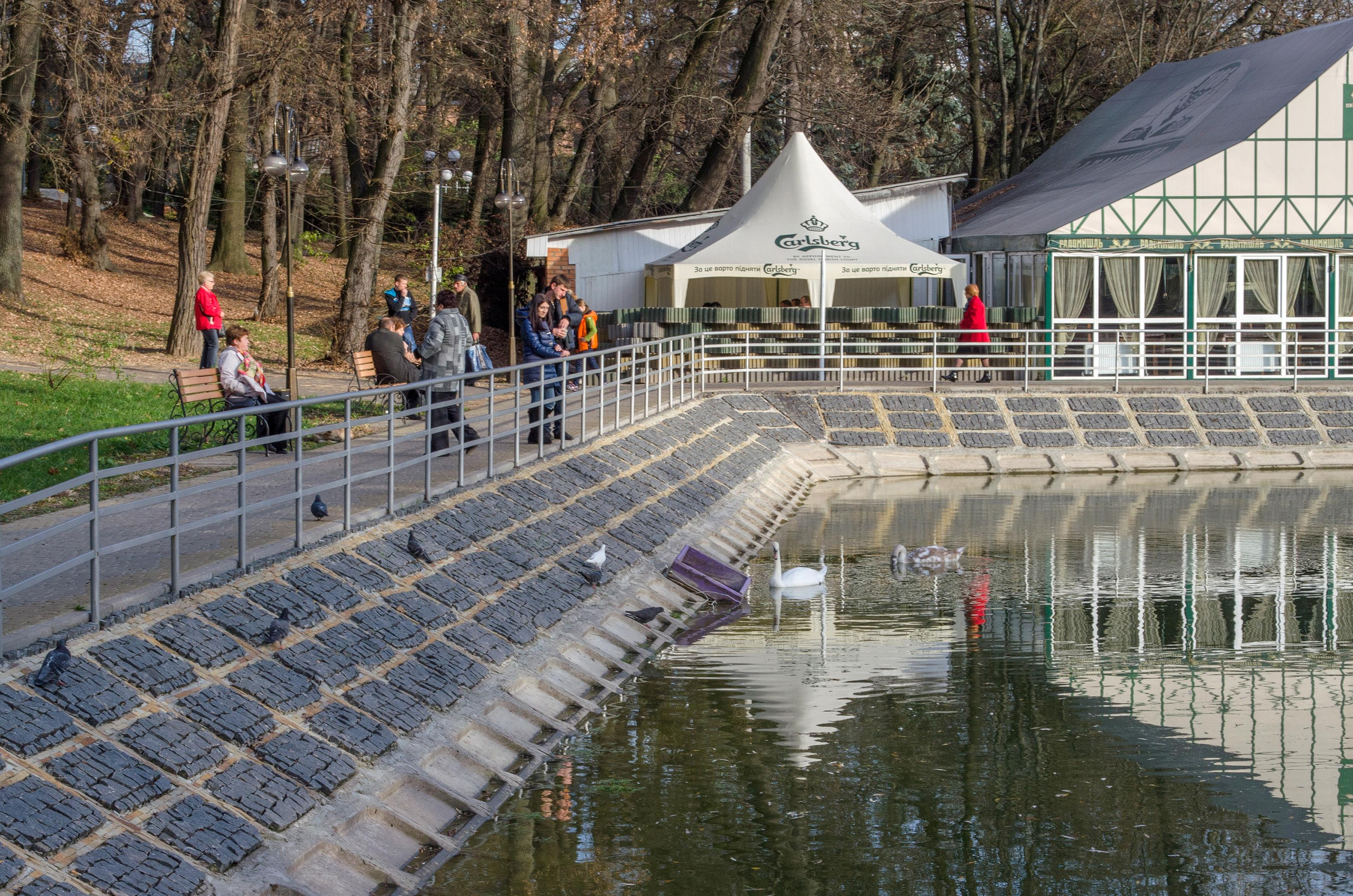
Центральный парк им. Леонтовича

Это памятник садово-паркового искусства общегосударственного значения, площадь которого составляет 40 га. На территории парка расположены многочисленные памятники (М. Горькому возле центрального входа, воинам-афганцам, сечевым стрелкам, погибшим милиционерам), а также «Аллея славных земляков», работают объекты досуга и отдыха, Центральный городской стадион, крытый каток, планетарий, летние театральная и танцевальная площадки, многочисленные аттракционы и игровые автоматы, пункты питания и т. п.

В винницком массиве современной застройки «Вишенка», на 90 гектарах разместился большой Парк Дружбы Народов. Здесь же неподалёку расположены Вишенские озёра — излюбленное место отдыха винничан, а также Ботанический сад (на территории Национального музея-усадьбы Н. И. Пирогова). Отдохнуть на воде в Виннице можно на берегу Южного Буга, «островком зелени» является Фестивальный остров посреди реки.

## Спорт

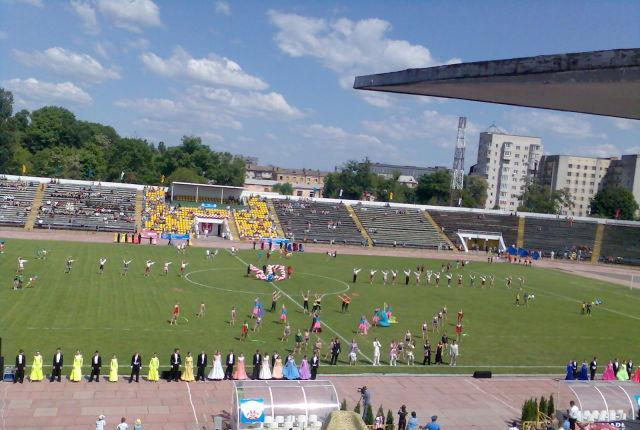
Центральный городской стадион

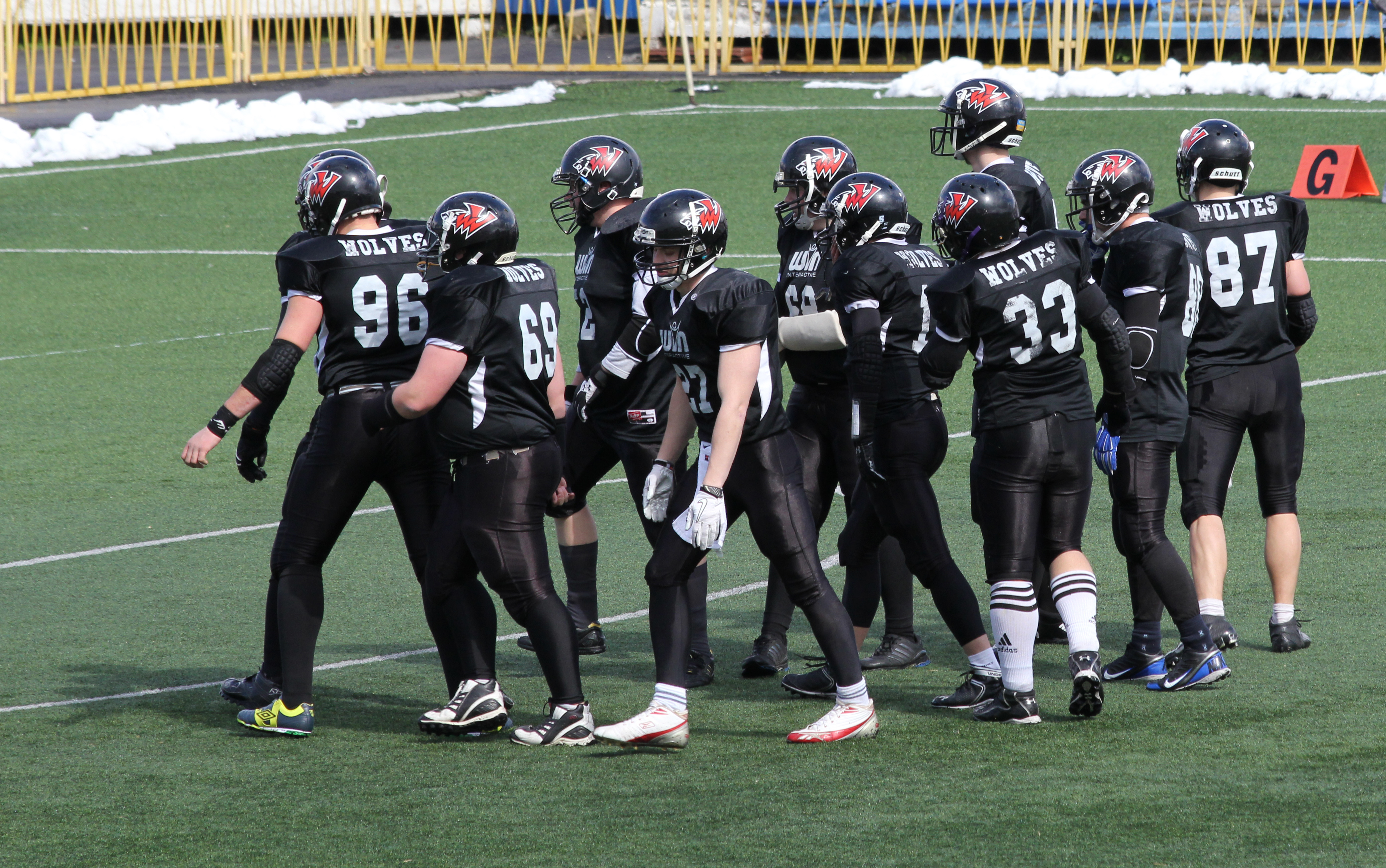
Команда по американскому футболу — «Винницкие волки»

В Виннице развиваются различные виды спорта. Функционирует Центральный городской стадион, вмещающий 24 000 зрителей, а также стадион тренировочной базы СК «Нива», открытый в начале 2010 года. Трибуны стадиона, который имеет поле с искусственным покрытием, может вместить 3,5 тысячи зрителей.
Винница является базой сборной Украины по хоккею на траве — здесь «прописаны» 2 ведущие украинские команды — «Хоккейный клуб Олимпия-Колос-Секвойя» и «Динамо-ШВСМ-ВГПУ». В Центральном парке им. Н. Леонтовича функционирует каток «Ледовый клуб», открытый как для спортсменов, любителей, так и всех желающих. База является тренировочной базой местного хоккейного клуба «Патриот». В феврале 2022 года здесь проходил первый Всеукраинский турнир по хоккею с шайбой среди детей.
В городе развивается американский футбол, его представляет созданная ещё в 1996 году команда «Винницкие волки». Официальной группой поддержки клуба является команда по чирлидингу, существующая с 2013 года.
В Суперлиге выступает женский волейбольный клуб «Билозгар-Медуниверситет». В турнире высшей лиги среди мужчин выступает команда «СДЮСШ-ВНАУ», а в турнире первой лиги — «СДЮСШ-ВНАУ-2».
Спортивные школы и тренировочные базы

В Виннице функционирует семь городских спортивных школ, где культивируются 27 видов спорта. Действует спортивное общество развития спорта среди сельского населения — ВФСТ «Колос». Работает Винницкий региональный центр физической культуры и спорта лиц с инвалидностью «Инваспорт».
Город занимает серьёзное место во всеукраинском и мировом шахматном спорте. На базе ДЮСШ № 6 работает заслуженый тренер Украины по шахматам Николай Боднар. За годы своей карьеры он подготовил известных чемпионов среди юношей и девушек, а именно: Сергея Федорчука — международный гроссмейстер (2002), член сборной Украины, Юлию Швайгер — международный женский мастер, гроссмейстер (2017), Виктора Матвиишена — мастер ФИДЕ, гроссмейстер (2022). Воспитанником Николая Боднара также был Илья Нижник — украинский шахматист, который в 2010 году стал одним из самых младших гроссмейстеров в мире.
Паралимпийские виды спорта и известные спортсмены
- Алексей Денисюк — винницкий спортсмен по пулевой стрельбе, заслуженный мастер спорта Украины, бронзовый призёр Летних Паралимпийских игр в Рио-де-Жанейро 2016 и Токио 2020. Награждён Орденом «За мужество» III ст.
- Марьяна Шевчук — чемпионка Паралимпиады в Токио 2020 по пауэрлифтингу, опередившая на пьедестале соперниц из Китая и Турции[75].

Спортсмены из Винницкой области добыли призовые места на Зимних Паралимпийских играх 2022. Чемпионами Паралимпиады-2022 стали биатлонист Григорий Волчинский (класс LW8), завоевавший золото, и Александр Казик, получивший серебро.
Чемпионы и призёры Олимпийских игр

С Винницей связаны карьеры следующих призёров Олимпиад и мировых чемпионатов:
- Павел Хныкин — пловец, двукратный серебряный призёр Олимпийских игр 1992.
- Наталья Добрынская — легкоатлетка, чемпионка Олимпийских игр 2008 года в Пекине.
- Инна Осипенко-Радомская — спортсменка на байдарках (бронза на Олимпийских играх в Афинах в 2004 (байдарка-четвёрка, 500 м), золото на Олимпийских играх в Пекине 2008 (байдарка-одиночка, 500 м) и серебряная медаль в Лондоне 2012). Золото на Олимпиаде в 2008 спортсменка получила, опередив ближайшую конкурентку на 4 тысячных секунды[76].
- Вячеслав Узелков — интерконтинентальный чемпион по боксу в полутяжёлом весе по версии WBA.

## Достопримечательности

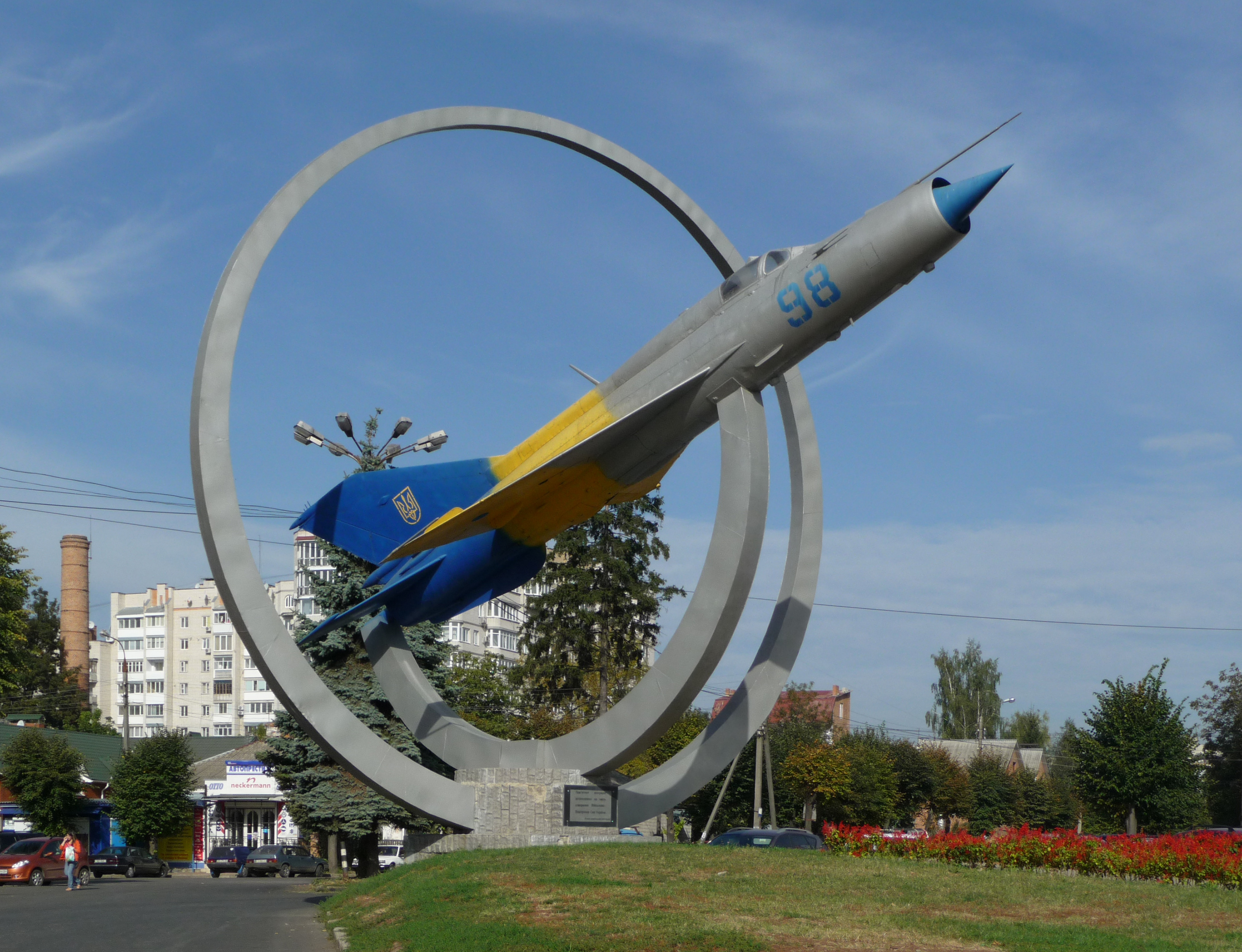
МиГ-21 — монумент в честь создания Воздушных сил Украины

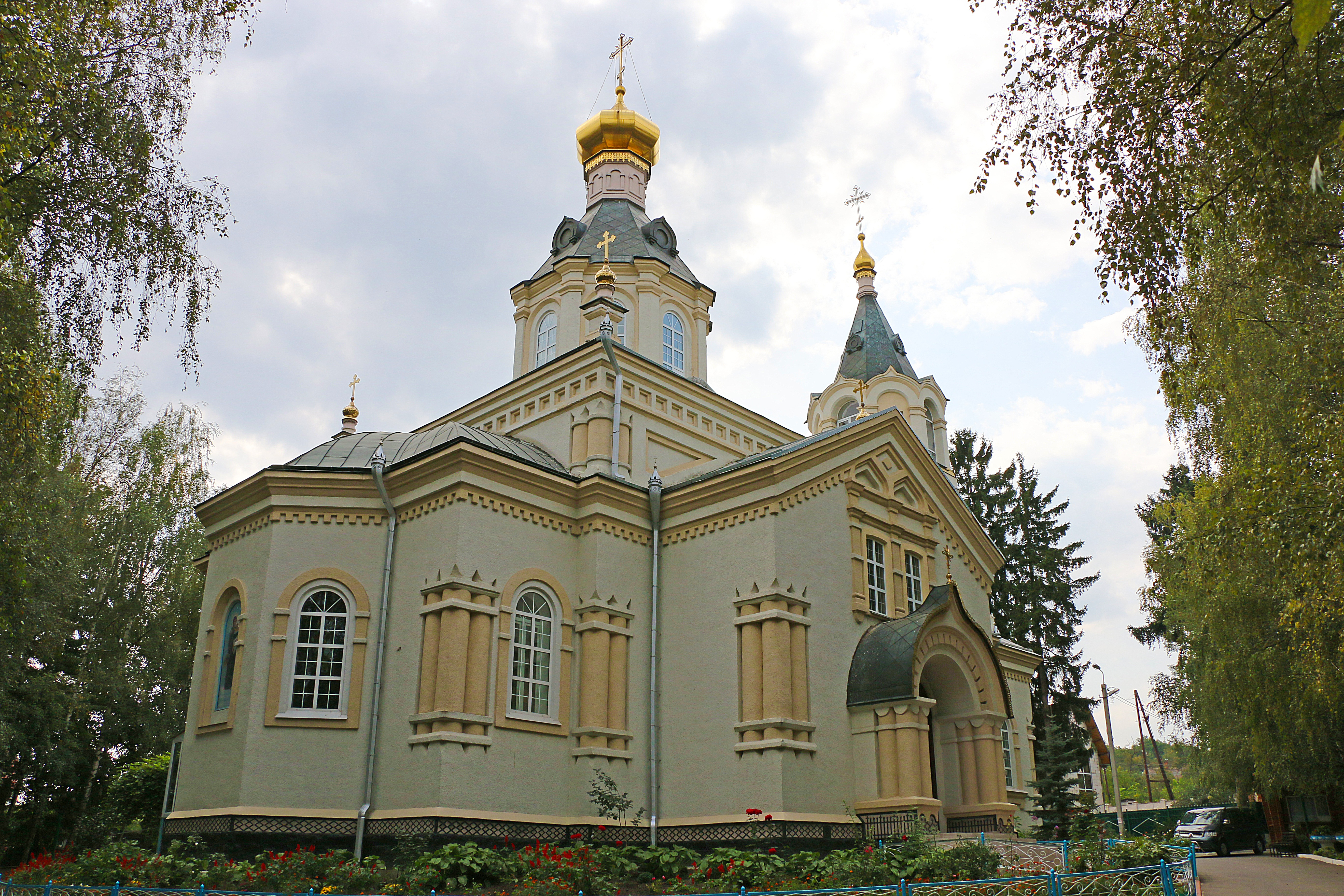
Собор Рождества Пресвятой Богородицы

- Визитной карточкой города являются Арка[77] в Центральном парке имени Н. Леонтовича и Пожарная каланча[78] на Европейской площади.
- Военно-исторический музей ВВС Украины
- Винницкий областной художественный музей
- Музей-усадьба Н. И. Пирогова
- Дом А. А. Брусилова
- Дом-музей М. М. Коцюбинского
- Комплекс религиозных и фортификационных сооружений XVII—XVIII вв. «Муры» в центре города (Спасо-Преображенский кафедральный собор, Иезуитский монастырь)
- Костёл Святой Девы Марии Ангельской, 1760 года
- Усадьба Грохольских, XVIII век
- Собор Рождества Пресвятой Богородицы
- Отель «Савой», 1912 года
- Дом капитана Четкова, начало XX века
- Женская гимназия, 1900 года, ныне школа № 2 Винницкая фотогалерея / город / здания
- Реальное училище, 1890 года, ныне здание Торгово-экономического университета
- Комплекс зданий и парк психоневрологической больницы имени академика А. И. Ющенко, 1897 года
- Деревянная Николаевская церковь, 1746 года Винницкая фотогалерея / город / храмы
- Руины «Вервольфа» — ставки Гитлера
- Краеведческий музей (уникальные экспонаты) — музей областного значения
- Дом офицеров, 1939 года, архитектор В. Свидерский
- Плавучий свето-музыкальный фонтан «Рошен», 2011 года

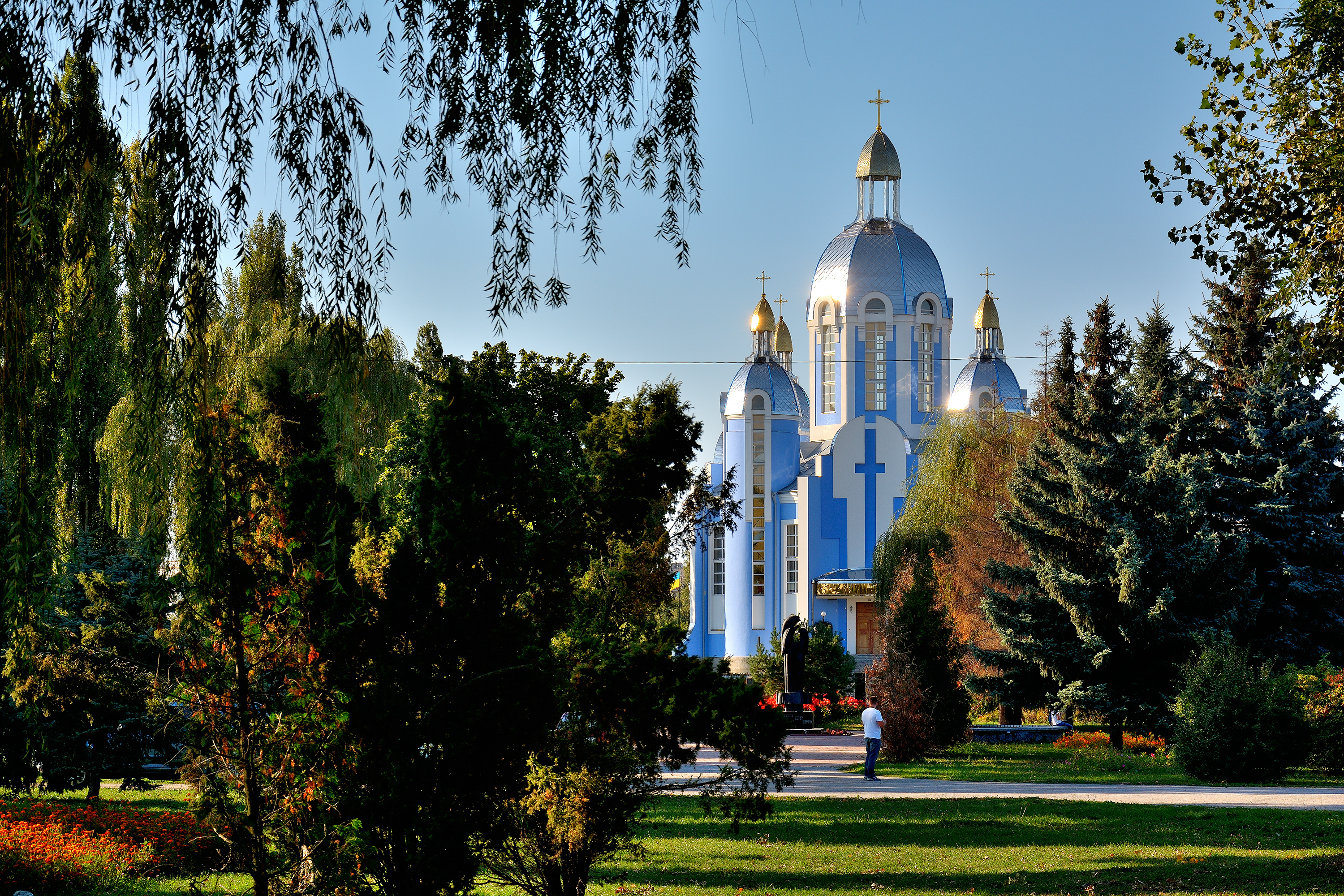
Храм Украинской греко-католической церкви
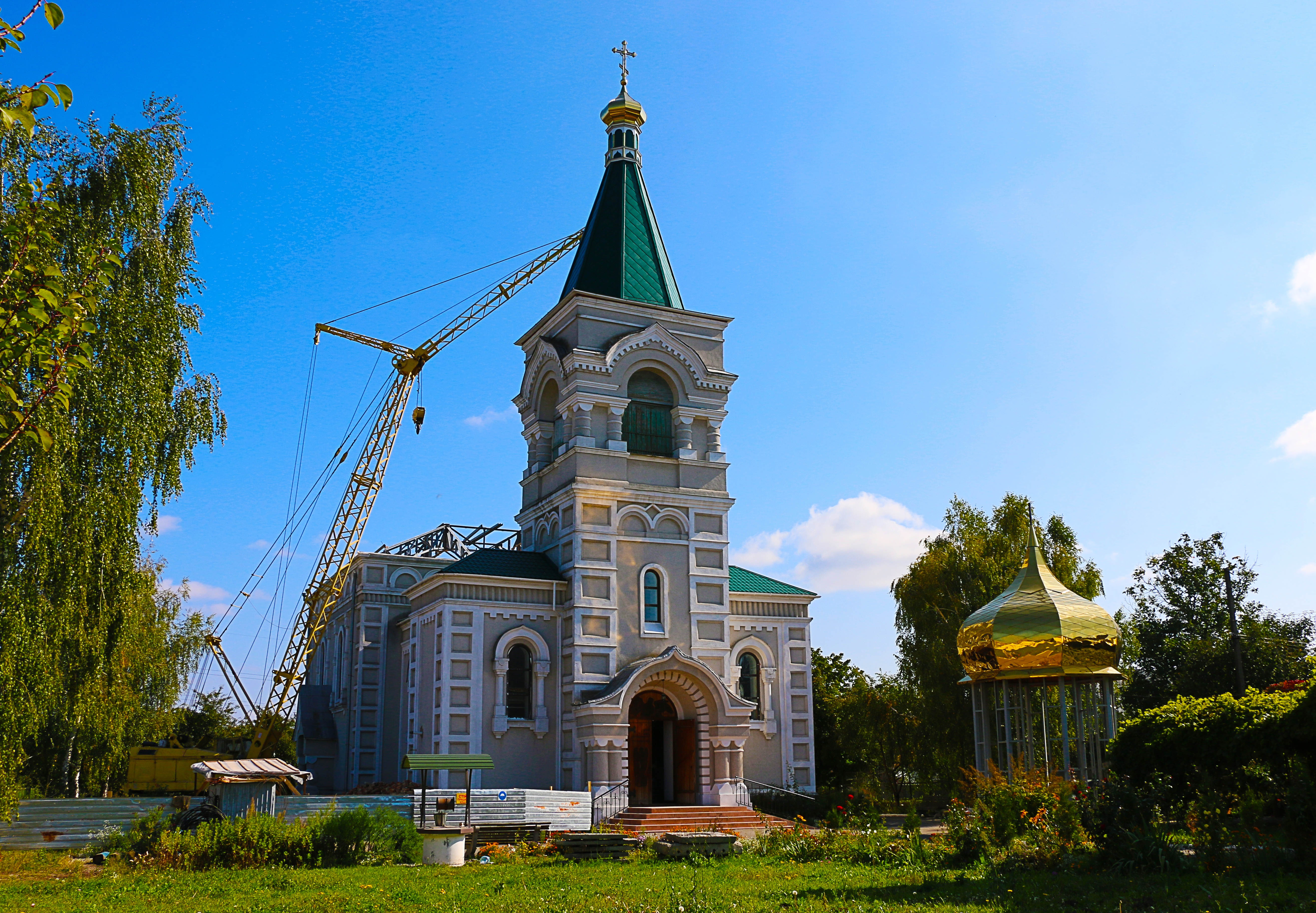
Церковь Св. Иоанна Богослова
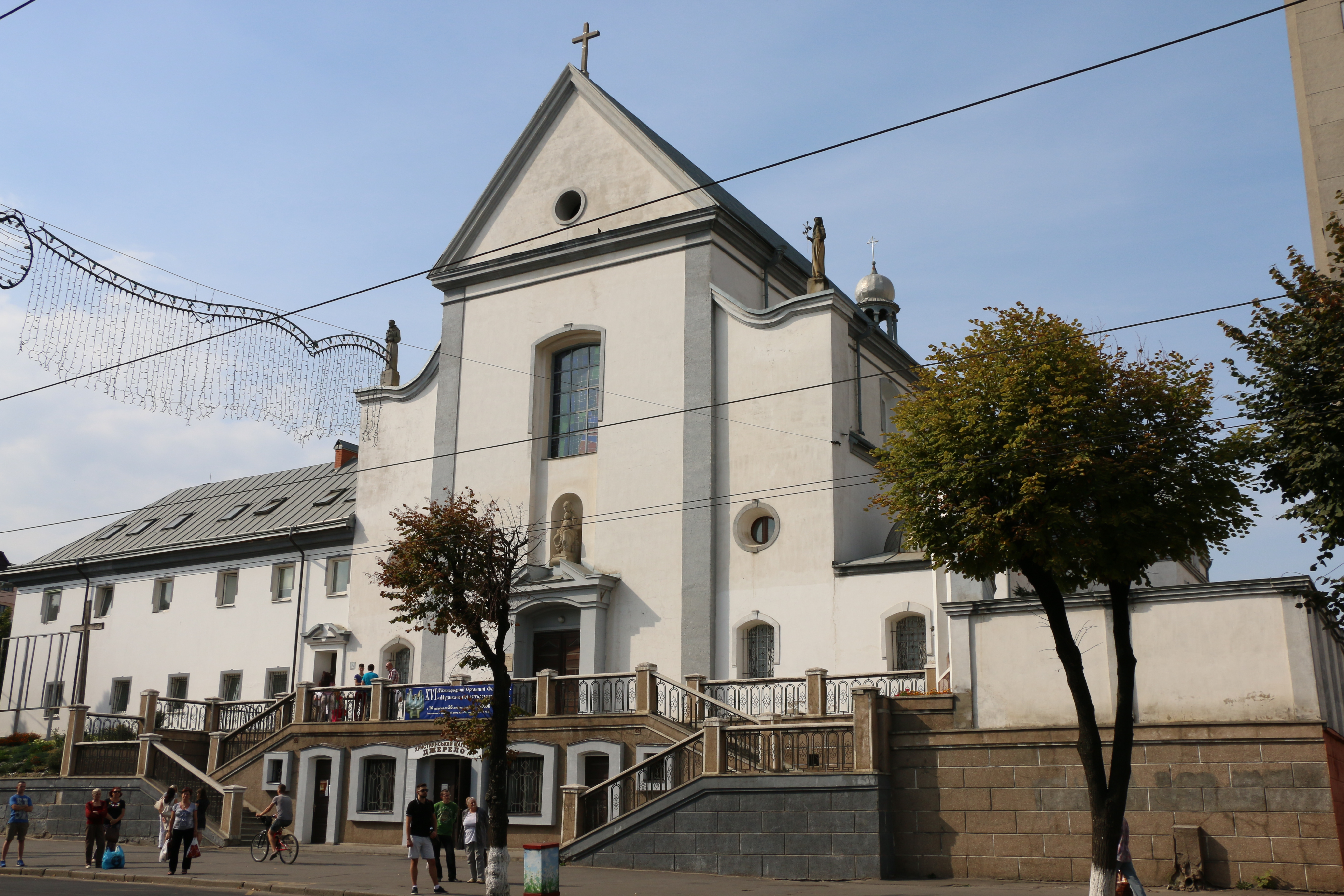
Костёл Святой Девы Марии Ангельской
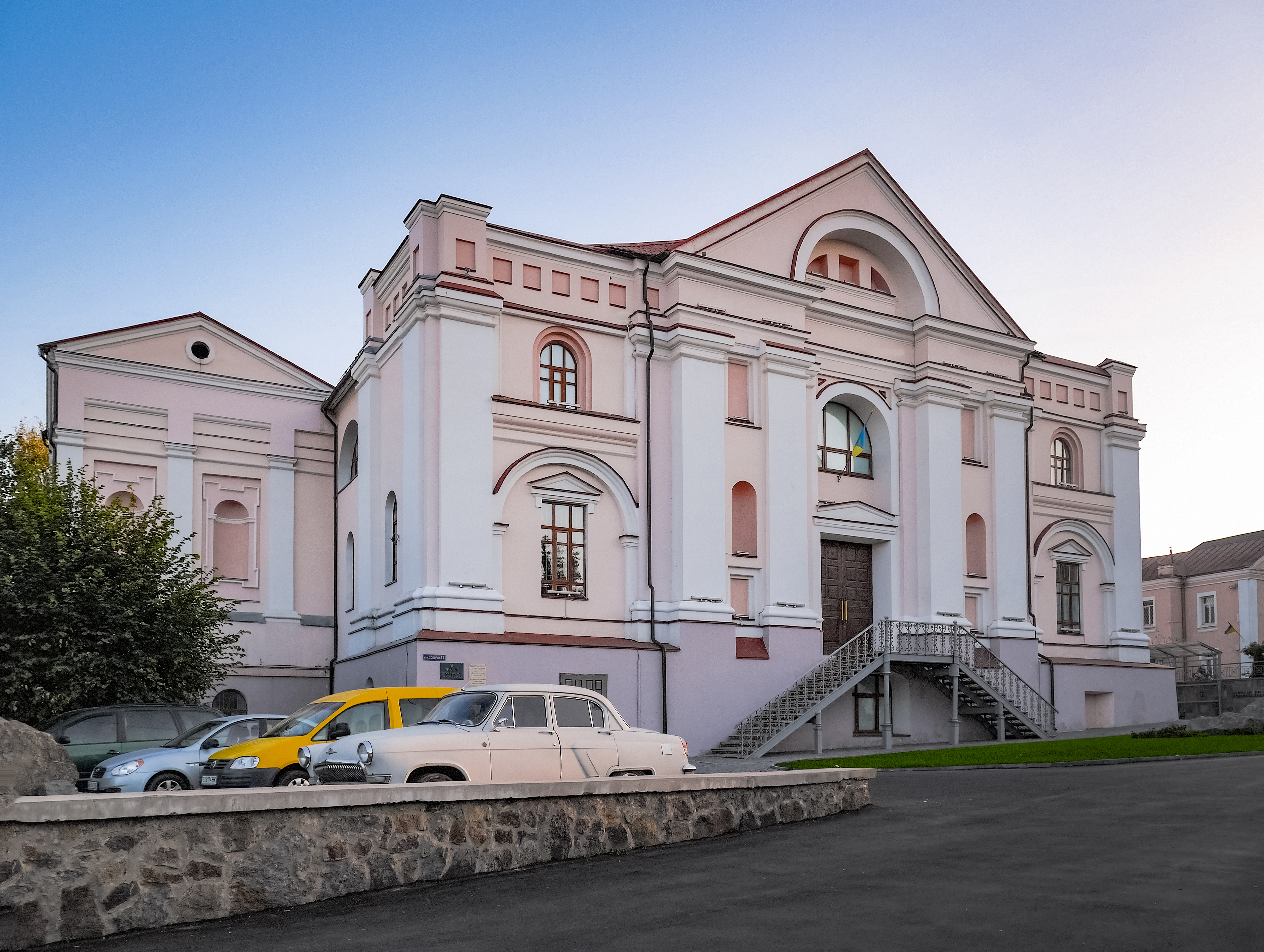
Иезуитский монастырь
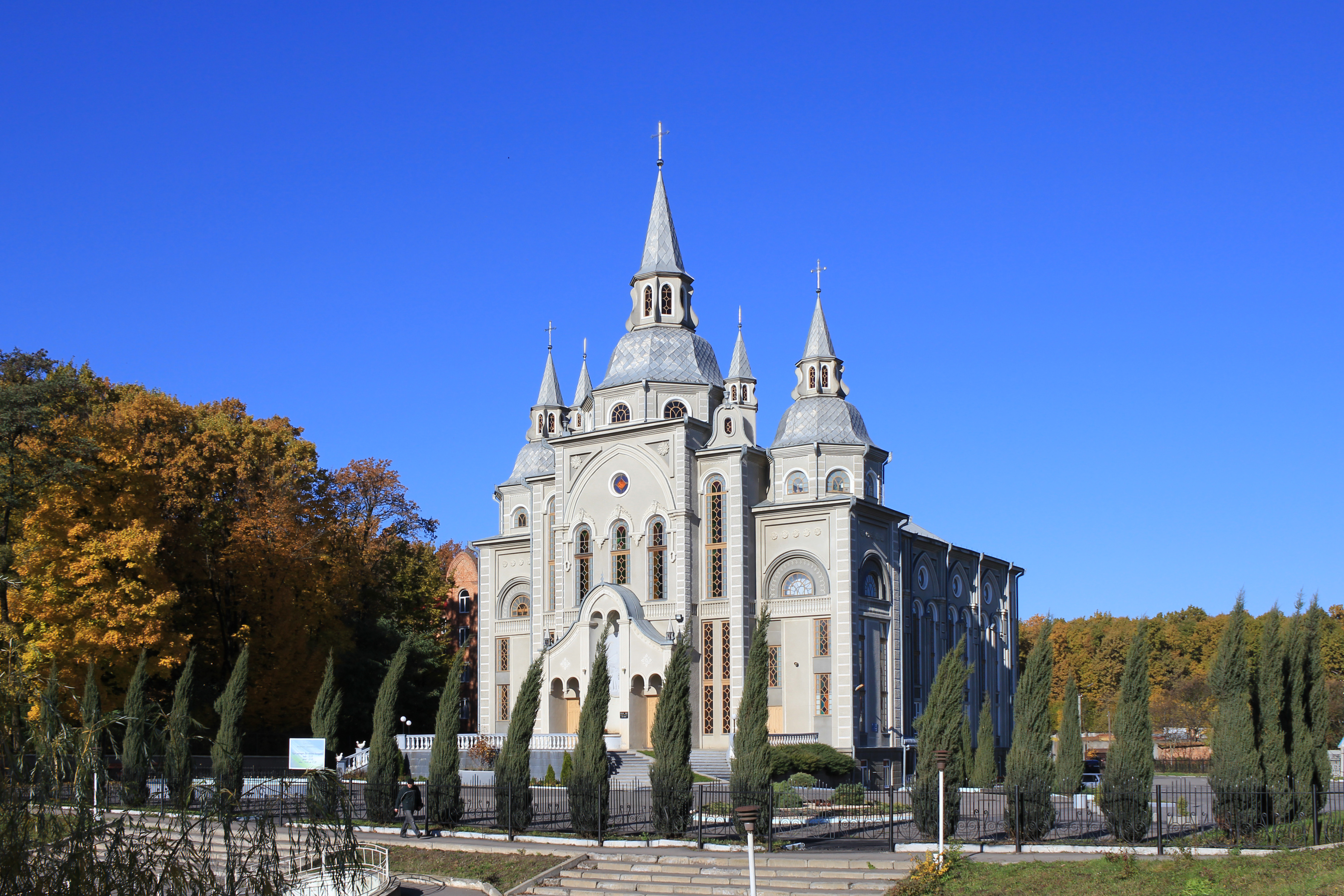
Дом молитвы евангельских христиан баптистов

## Памятники

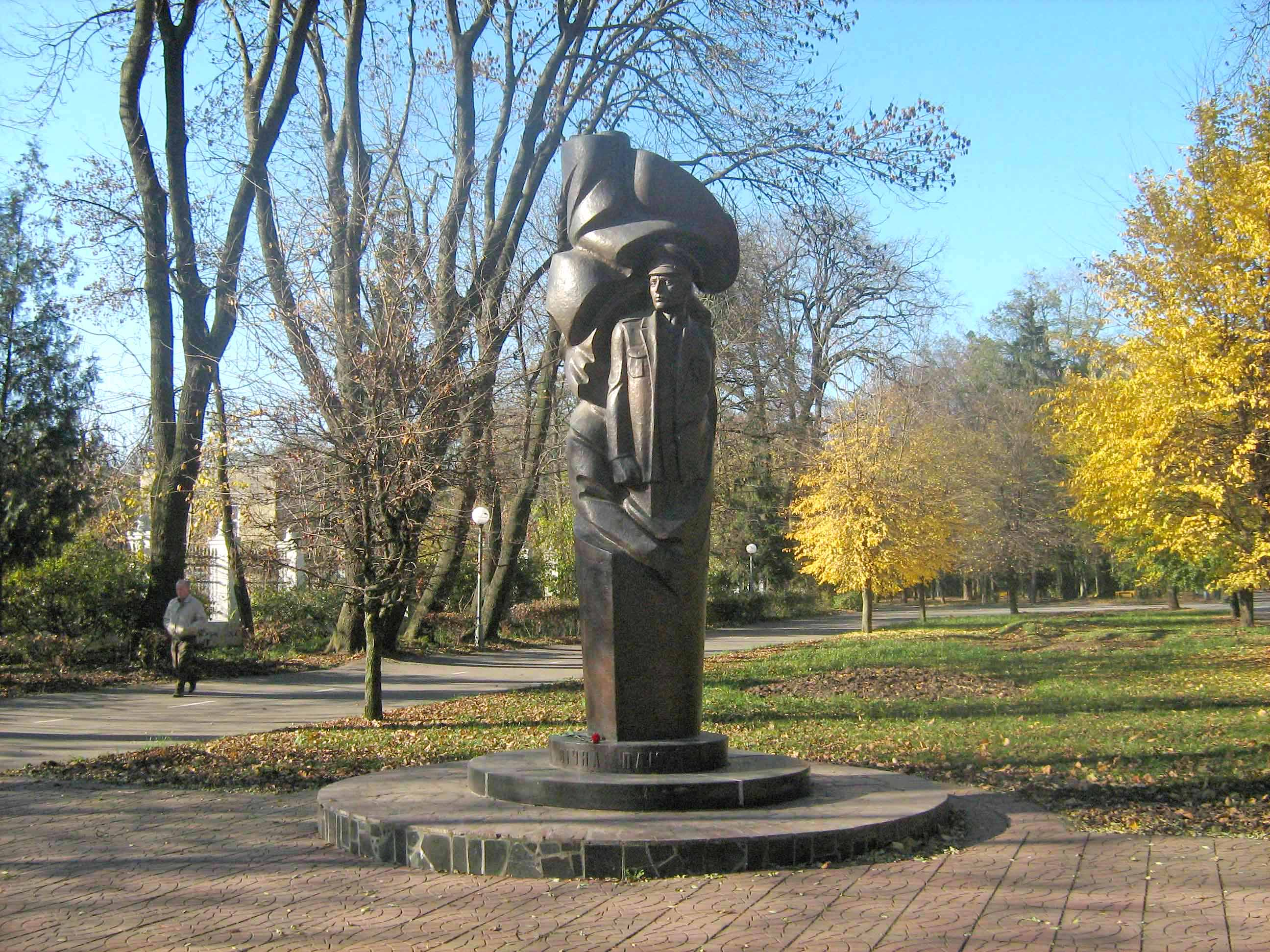
Памятник сотрудникам МВД, погибшим на службе
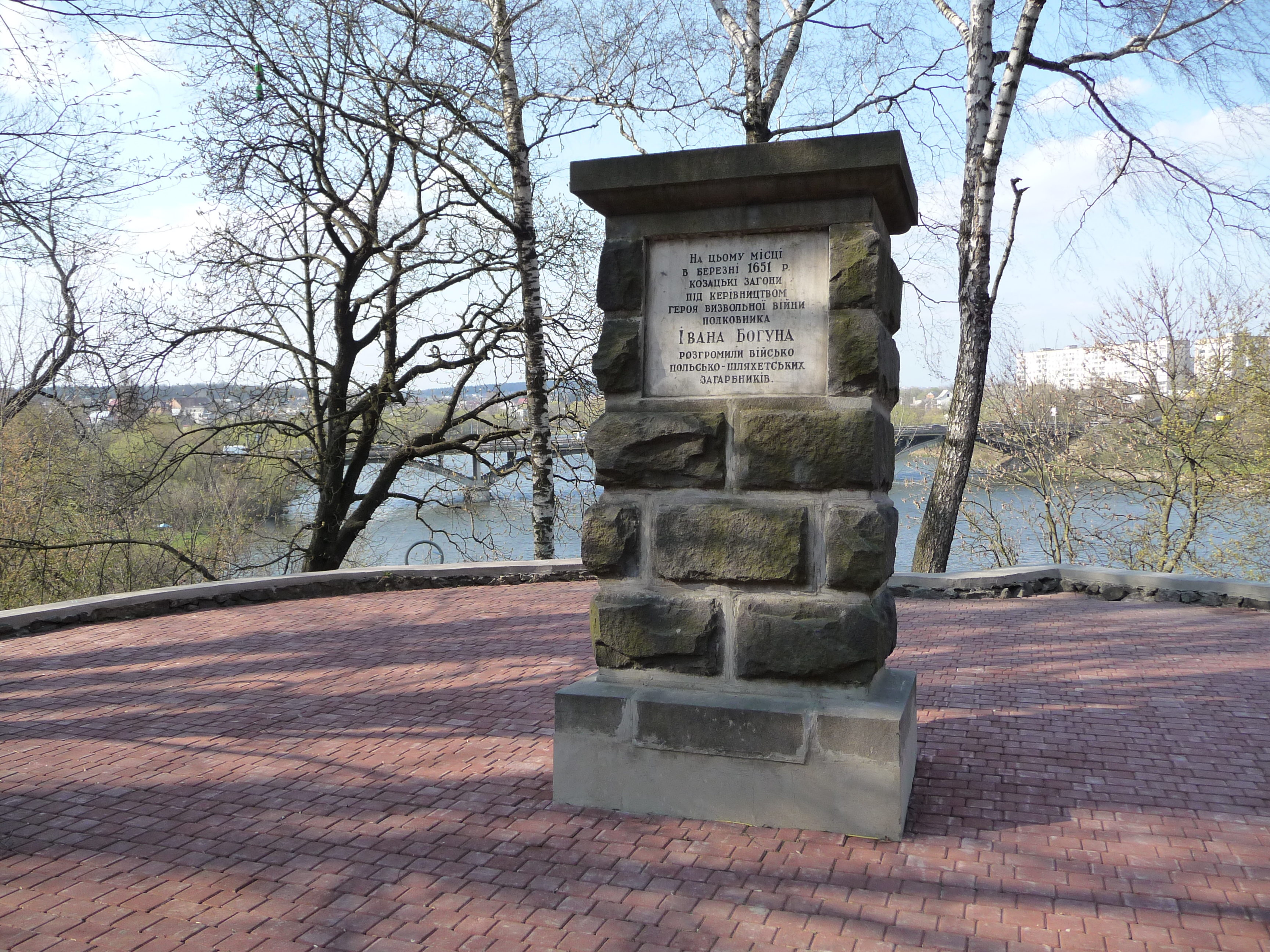
Памятный знак битвы казаков Ивана Богуна, против польской армии в 1651 году
Памятник Николаю Пирогову

## Города-побратимы
Винница имеет 9 городов-побратимов:
- Кельце (Польша)
- Питерборо (Великобритания)
- Бирмингем (Алабама) (США)
- Рыбница (Молдова)
- Бурса (Турция)
- Бат-Ям (Израиль)
- Карлсруэ (Германия)[80]
- Паневежис (Литва)[81]
- Рустави, Грузия[82]